# Koh-Lanta : L'Île des héros
 (mai 2025).
- Si vous ne connaissez pas le sujet, laissez ce bandeau (vous pouvez alors contacter les auteurs).
- Si vous supprimez le contenu mis en cause (vous pouvez préalablement contacter les auteurs),

argumentez précisément cette suppression dans la page de discussion
(un manque de référence n'est pas un argument ; une recherche réelle de référence doit avoir été effectuée, être formellement documentée).
Koh-Lanta : L'Île des héros est la sixième édition spéciale de l'émission de téléréalité Koh-Lanta, diffusée sur la chaîne de télévision française TF1 du 21 février 2020 au 5 juin 2020. Elle est présentée par Denis Brogniart et tournée aux îles Fidji, et ce pour la quatrième fois consécutive.
Pour la première fois depuis la création de l'émission, anciens et nouveaux candidats sont rassemblés.
C'est Naoil qui remporte cette édition face à Inès, lors du conseil final. Elle empoche ainsi les 100 000 € promis au vainqueur.

## Tournage

### Production et organisation

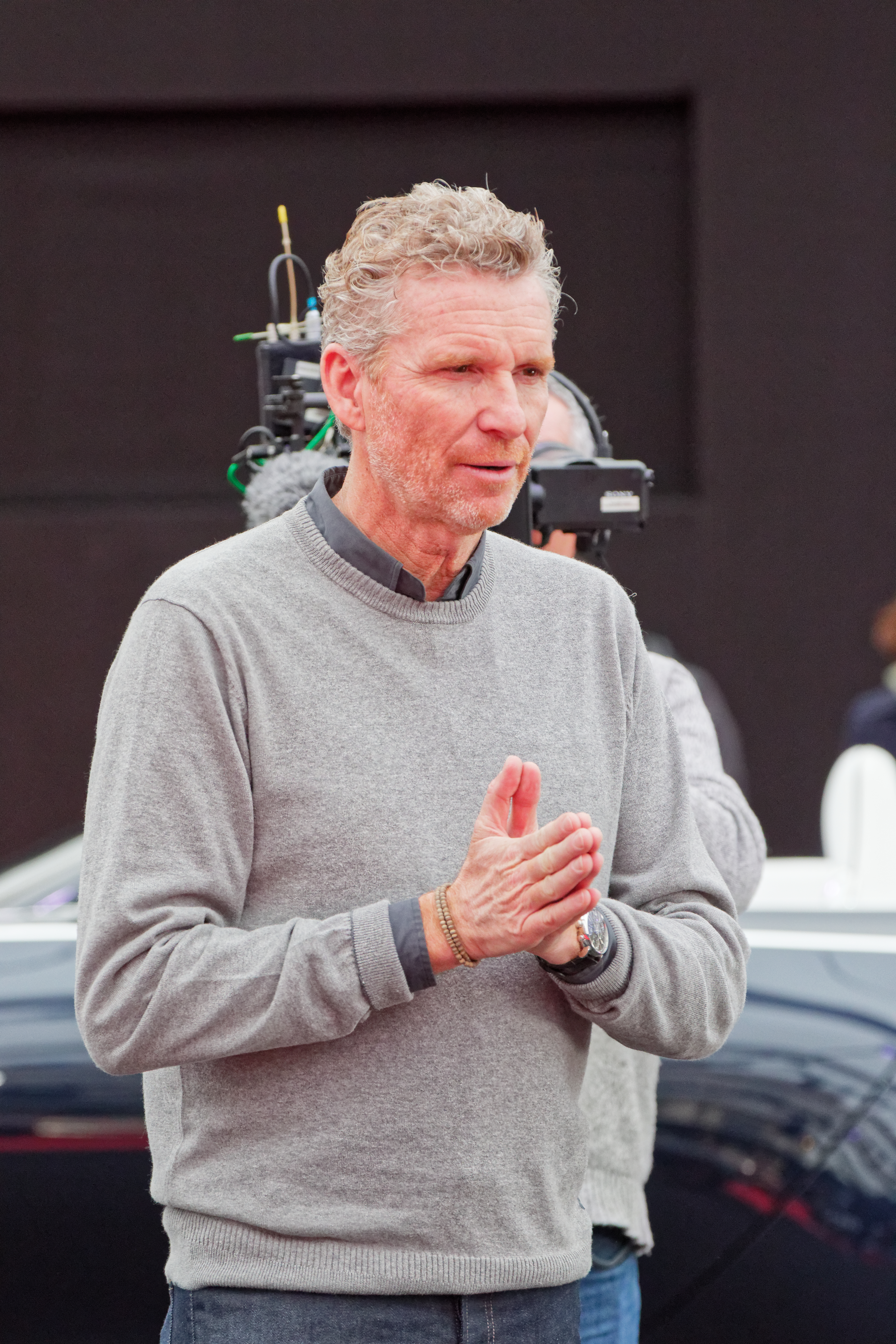
Denis Brogniart présente l'émission.

Denis Brogniart, animateur historique de la série, présente une fois de plus l'émission. Il possède le rôle d'animateur expliquant les règles aux candidats ainsi que de présentateur en voix off.
Alexia Laroche-Joubert, productrice historique, avec sa société de production Adventure Line Productions, produit une fois de plus cette saison.
Le nombre de candidats s'est élevé à vingt (dix-neuf au départ).

### Contexte géographique et climatique

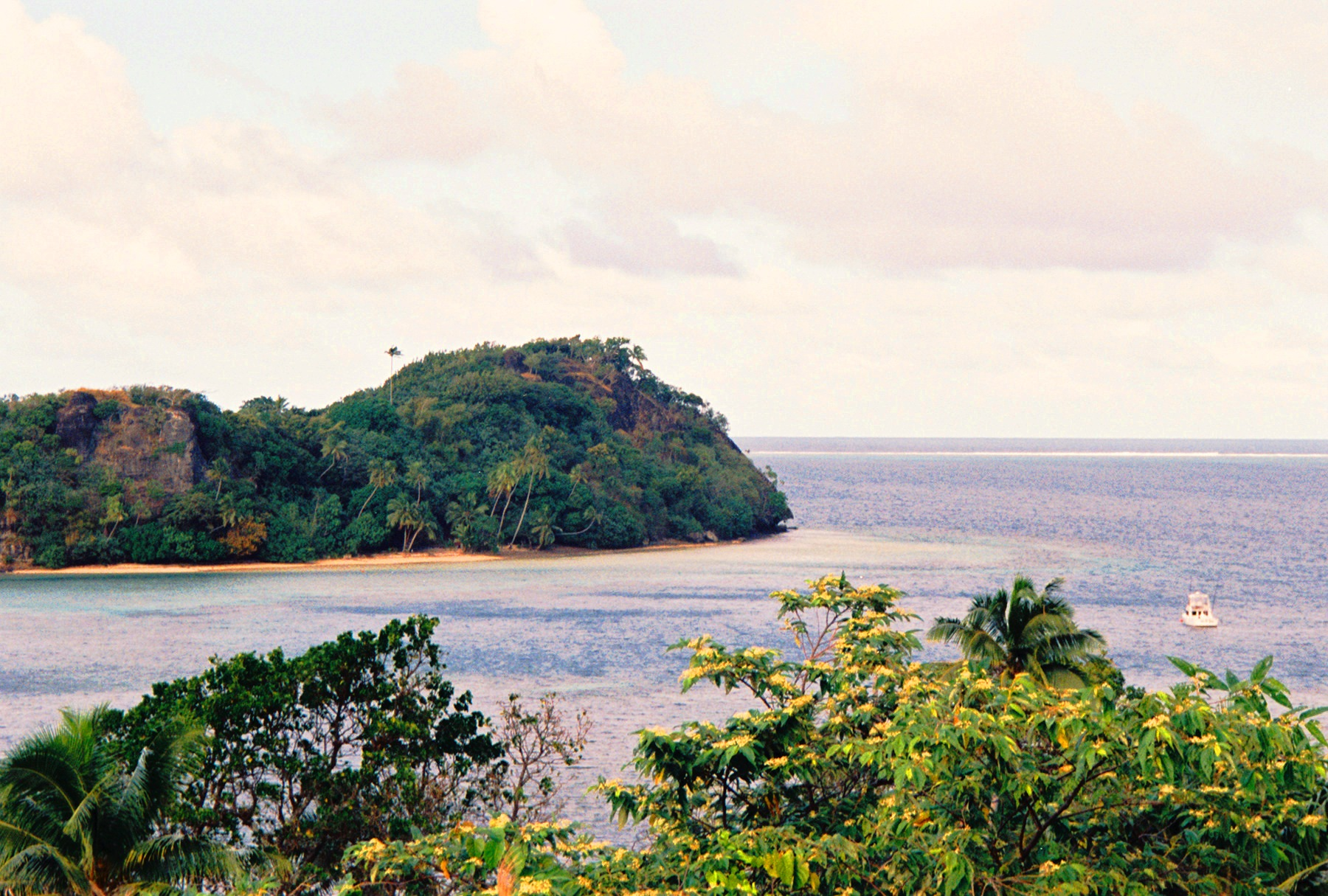
L'île de Kadavu, plus grande île de l'archipel dans lequel cette saison est tournée.

Le tournage de cette saison a eu lieu aux îles Fidji, dans l'archipel de Kadavu. Il est situé géographiquement dans le sud de l'océan Pacifique. Administrativement, l'archipel se situe dans la province de Kadavu. C'est la quatrième fois que l’émission est tournée aux îles Fidji, après la saison 18, Le Combat des héros et la saison 20.
Le tournage s'est déroulé entre la fin du mois d'avril et le début du mois de juin 2019. Le climat des Fidji est un climat tropical à « saisons alternées ». La saison chaude, humide et pluvieuse s’échelonne de décembre à avril. Le reste du temps, le climat est frais. Durant la période de tournage, les températures sont comprises en moyenne entre 26 et 28 °C.

## Nouveautés
Pour la première fois dans l'histoire de Koh-Lanta, cette édition réunit des anciens candidats de l'émission et des nouveaux candidats anonymes. Les cinq anciens candidats (Claude, Jessica, Moussa, Sara et Teheiura) démarrent l'aventure à l'écart des quatorze nouveaux candidats, sur une île appelée « l'île des héros ». À deux reprises, ils s'affrontent lors d'une épreuve dont les deux gagnants intègrent le jeu dans l'une des deux tribus. À l'issue de ces deux épreuves, l'ancien candidat restant est éliminé du jeu.

## Candidats
Ci-dessous, la liste des 20 participants de cette édition,,, :
| Candidat | Candidat  | Profession                            | Âge    | Localisation       | Saisons précédentes                                                                                               | Tribu | Jury final        | Départ            |
| -------- | --------- | ------------------------------------- | ------ | ------------------ | --- | --- | ----------------- | ----------------- |
| ♀        | Claudia   | Étudiante en communication            | 21 ans | Meurthe-et-Moselle | | - Nacomo (jour 1 – 2) |                   | Abandon médical , |
| ♂        | Joseph    | Vendeur de meubles                    | 27 ans | Calvados           | - Nacomo (jour 1 – 3)                                                                                             | Éliminé , |                   |                   |
| ♀        | Valérie   | Présidente d'une association sportive | 58 ans | Loire-Atlantique   | - Lawaki (jour 1 – 7)                                                                                             | Éliminée , |                   |                   |
| ♀        | Marie     | Coach sportive                        | 37 ans | Belgique           | - Absente (jour 1 – 3) - Nacomo (jour 3 – 10)                                                                     | Abandon médical , |                   |                   |
| ♀        | Sara      | Coach sportive                        | 50 ans | Var                | Abandon médical le 11e jour de la saison 12 Éliminée le 11e jour de La Nouvelle Édition                           | - Héros (jour 1 – 9) - Lawaki (jour 9 – 13)                                                                                   | Abandon médical , |                   |
| ♂        | Benoît    | Entrepreneur                          | 43 ans | Morbihan           | | - Lawaki (jour 1 – 13) | Éliminé           |                   |
| ♀        | Delphine  | Chargée de communication              | 36 ans | Yvelines           | - Nacomo (jour 1 – 15)                                                                                            | Éliminée , |                   |                   |
| ♂        | Pholien   | Kinésithérapeute et ostéopathe        | 29 ans | Belgique           | Participation à la saison 19 (saison annulée),                                                                    | - Nacomo (jour 1 – 15) - Tribu réunifiée (jour 15 – 16)                                                                       | 1er membre        | Éliminé ,         |
| ♂        | Ahmad     | Chef d'entreprise                     | 30 ans | Rhône              | | - Nacomo (jour 1 – 15) - Tribu réunifiée (jour 15 – 18)                                                                       | 2e membre         | Éliminé ,         |
| ♂        | Sam       | Ébéniste                              | 20 ans | Haut-Rhin          | Participation à la saison 19 (saison annulée),                                                                    | - Lawaki (jour 1 – 15) - Tribu réunifiée (jour 15 – 21)                                                                       | 3e membre         | Éliminé ,         |
| ♀        | Charlotte | Agent immobilière                     | 27 ans | Seine-Saint-Denis  | | - Nacomo (jour 1 – 15) - Tribu réunifiée (jour 15 – 24)                                                                       | [ n° 3 ]          | Éliminée ,        |
| ♂        | Teheiura  | Entrepreneur dans la restauration     | 41 ans | Hérault            | Finaliste de la saison 11 Éliminé le 19e jour de La Revanche des héros Éliminé le 19e jour de La Nouvelle Édition | - Héros (jour 1 – 4) - Nacomo (jour 4 – 10) - Éliminé (jour 10 – 13) - Lawaki (jour 13 – 15) - Tribu réunifiée (jour 15 – 24) | 4e membre         | Éliminé ,         |
| ♀        | Jessica   | Technicienne en apnée du sommeil      | 35 ans | Essonne            | Éliminée le 34e jour de la saison 14                                                                              | - Héros (jour 1 – 9) - Éliminée (jour 9 – 10) - Nacomo (jour 10 – 15) - Tribu réunifiée (jour 15 – 27)                        | 5e membre         | Éliminée ,        |
| ♂        | Éric      | Patron de casse automobile            | 56 ans | Haute-Loire        | | - Nacomo (jour 1 – 15) - Tribu réunifiée (jour 15 – 29)                                                                       | 6e membre         | Éliminé ,         |
| ♂        | Régis     | Directeur d'un magasin                | 40 ans | Yonne              | - Lawaki (jour 1 – 15) - Tribu réunifiée (jour 15 – 30)                                                           | 7e membre | Éliminé ,         |                   |
| ♀        | Alexandra | Coach sportive                        | 46 ans | Ille-et-Vilaine    | - Lawaki (jour 1 – 15) - Tribu réunifiée (jour 15 – 31)                                                           | [ n° 6 ] | Abandon médical , |                   |
| ♂        | Moussa    | Entrepreneur                          | 38 ans | Hauts-de-Seine     | Éliminé le 39e jour de la saison 3 Éliminé le 21e jour de La Revanche des héros                                   | - Héros (jour 1 – 4) - Lawaki (jour 4 – 15) - Tribu réunifiée (jour 15 – 31)                                                  | 8e membre         | Éliminé ,         |
| ♂        | Claude    | Chauffeur de maître                   | 40 ans | Paris              | Finaliste de la saison 10 Finaliste de La Revanche des héros                                                      | - Héros (jour 1 – 9) - Nacomo (jour 9 – 15) - Tribu réunifiée (jour 15 – 32)                                                  | 9e membre         | Éliminé ,         |
| ♀        | Inès      | Infirmière                            | 25 ans | Paris              | | - Lawaki (jour 1 – 15) - Tribu réunifiée (jour 15 – 32)                                                                       |                   | Finaliste,        |
| ♀        | Naoil     | Boxeuse professionnelle               | 37 ans | Hauts-de-Seine     | - Lawaki (jour 1 – 15) - Tribu réunifiée (jour 15 – 32)                                                           | Vainqueur , |                   |                   |

## Déroulement

### Bilan par épisode

#### Épreuves et conseils
| 1er épisode          | 21 février 2020 | Nacomo                | Lawaki              | Joseph                | 5-1           | Jour 3        | [ 78 ] |
| 2e épisode           | 28 février 2020 | Nacomo                | Nacomo              | Valérie               | 6-2           | Jour 7        | [ 79 ] |
| 3e épisode           | 13 mars 2020    | Nacomo                | Lawaki              | Teheiura              | 6-2           | Jour 10       | [ 80 ] |
| 4e épisode           | 20 mars 2020    | Lawaki                | Nacomo              | Benoît                | 6-1           | Jour 13       | [ 81 ] |
| 5e épisode           | 27 mars 2020    | Nacomo                | Sam                 | Pholien               | 5-5-4/8-5     | Jour 16       | [ 82 ] |
| 6e épisode           | 3 avril 2020    | Nacomo                | Sam                 | Pholien               | 5-5-4/8-5     | Jour 16       | [ 83 ] |
| 7e épisode           | 10 avril 2020   | Teheiura              | Claude              | Ahmad                 | 9-3-1         | Jour 18       | [ 84 ] |
| 8e épisode           | 17 avril 2020   | Teheiura              | Naoil               | Sam                   | 6-4-3         | Jour 21       | [ 85 ] |
| 9e épisode           | 24 avril 2020   | Teheiura              | Naoil               | Sam                   | 6-4-3         | Jour 21       | [ 86 ] |
| 10e épisode          | 1er mai 2020    | Charlotte et Teheiura | Claude et Naoil     | Charlotte et Teheiura | 6-6-1/6-4     | Jour 24       | [ 87 ] |
| 11e épisode          | 8 mai 2020      | Équipe de Naoil       | Claude              | Jessica               | 6-3           | Jour 27       | [ 88 ] |
| 12e épisode          | 15 mai 2020     | Naoil                 | Claude              | Régis                 | 4-3           | Jour 30       | [ 89 ] |
| 13e épisode          | 22 mai 2020     | Naoil                 | Claude              | Régis                 | 4-3           | Jour 30       | [ 90 ] |
|                      |                 | Épreuve d'orientation | Épreuve des poteaux | Conseil final         | Conseil final | Conseil final |        |
| 14e épisode (finale) | 29 mai 2020     | Claude, Inès et Naoil | Naoil               | Naoil                 | 7-2           | Vainqueur     | [ 91 ] |
| 15e épisode (finale) | 5 juin 2020     | Claude, Inès et Naoil | Naoil               | Naoil                 | 7-2           | Vainqueur     | [ 92 ] |

#### Épreuves spéciales
|                            | Épisode | Gagnant(s)         | Perdant(s)              | Gain                                        | Détails   | Réf.   |
| -------------------------- | ------- | ------------------ | ----------------------- | ------------------------------------------- | --------- | ------ |
| Épreuve initiale           | 1er     | Benoît et Delphine | Aucun                   | Colliers d'immunité                         | [ n° 17 ] | [ 78 ] |
| Première épreuve des héros | 2e      | Teheiura et Moussa | Claude, Jessica et Sara | Amulette d'immunité Intégration à une tribu | [ n° 18 ] | [ 79 ] |
| Seconde épreuve des héros  | 3e      | Claude et Sara     | Jessica                 | Amulette d'immunité Intégration à une tribu | [ n° 19 ] | [ 80 ] |
| Épreuve du courrier        | 8e      | Aucun              | Aucun                   | 6 courriers                                 | [ n° 20 ] | [ 85 ] |

#### Objets d'immunité
| Objets              | Localisation ou circonstance | Propriétaire d'origine   | Autre(s) propriétaire(s) | Utilisation   | Utilisation   | Utilisation                    | Utilisation   | Détails       |
| Objets              | Localisation ou circonstance | Propriétaire d'origine   | Autre(s) propriétaire(s) | Statut        | Épisode       | Votes annulés sur nombre total | Réf.          | Détails       |
| ------------------- | ---------------------------- | ------------------------ | ------------------------ | ------------- | ------------- | ------------------------------ | ------------- | ------------- |
| Colliers d'immunité | Épreuve initiale             | Benoît (jour 1 – 7)      | Aucun                    | Utilisé       | 2e            | 0/8                            | [ 79 ]        | [ n° 21 ]     |
| Colliers d'immunité | Épreuve initiale             | Delphine (jour 1 – 15)   | Aucun                    | Non utilisé   | Non utilisé   | –                              | [ 83 ]        | [ n° 23 ]     |
| Colliers d'immunité | Camp des Nacomo              | Jessica (jour 11 – 16)   | Aucun                    | Non utilisé   | Non utilisé   | –                              | [ 93 ]        | [ n° 23 ]     |
| Colliers d'immunité | Camp des Lawaki              | Non découvert            | Non découvert            | Non découvert | Non découvert | Non découvert                  | Non découvert | Non découvert |
| Colliers d'immunité | Épreuve d'immunité           | Jessica (jour 21)        | Aucun                    | Utilisé       | 9e            | 0/13                           | [ 94 ]        | [ n° 11 ]     |
| Colliers d'immunité | Camp de la tribu réunifiée   | Teheiura (jour 21 – 24)  | Claude (jour 24 – 30)    | Non utilisé   | Non utilisé   | –                              | [ 95 ]        | [ n° 27 ]     |
| Colliers d'immunité | Camp de la tribu réunifiée   | Charlotte (jour 23 – 24) | Aucun                    | Non utilisé   | Non utilisé   | –                              | [ 96 ]        | [ n° 27 ]     |
| Amulettes           | Épreuves des héros           | Teheiura (jour 4 – 7)    | Non cessible             | Désactivé     | 2e            | 0/0                            | [ 97 ]        | [ n° 29 ]     |
| Amulettes           | Épreuves des héros           | Moussa (jour 4 – 7)      | Non cessible             | Utilisé       | 2e            | 0/8                            | [ 97 ]        | [ n° 29 ]     |
| Amulettes           | Épreuves des héros           | Claude (jour 9 – 10)     | Non cessible             | Utilisé       | 3e            | 0/8                            | [ 98 ]        | [ n° 29 ]     |
| Amulettes           | Épreuves des héros           | Sara (jour 9 – 10)       | Non cessible             | Désactivé     | 3e            | 0/0                            | [ 98 ]        | [ n° 29 ]     |

### Détails des votes
|                     | Tribus initiales | Tribus initiales | Tribus initiales | Tribus initiales | Tribus initiales | Tribus initiales | Tribus initiales | Tribus initiales | Tribus initiales | Tribu réunifiée | Tribu réunifiée | Tribu réunifiée | Tribu réunifiée | Tribu réunifiée | Tribu réunifiée | Tribu réunifiée | Tribu réunifiée | Tribu réunifiée | Tribu réunifiée | Tribu réunifiée | Tribu réunifiée | Tribu réunifiée | Tribu réunifiée | Tribu réunifiée |
| ------------------- | ---------------- | ---------------- | ---------------- | ---------------- | ---------------- | ---------------- | ---------------- | ---------------- | ---------------- | --------------- | --------------- | --------------- | --------------- | --------------- | --------------- | --------------- | --------------- | --------------- | --------------- | --------------- | --------------- | --------------- | --------------- | --------------- |
| ►Épisode            | 1                | 1                | 2                | 3                | 3                | 3                | 4                | 4                | 5                | 6               | 6               | 7               | 8 et 9          | 10              | 10              | 10              | 11              | 12 et 13        | 12 et 13        | 14              | 14              | 15              | Finaliste       | Vainqueur       |
| ►Éliminé ou abandon | Claudia          | Joseph           | Valérie          | Jessica          | Marie            | Teheiura         | Sara             | Benoît           | Delphine         | Pholien         | Pholien         | Ahmad           | Sam             | Charlotte       | Charlotte       | Teheiura        | Jessica         | Éric            | Régis           | Alexandra       | Moussa          | Claude          | Inès            | Naoil           |
| ►Votes              | 0                | 5/6              | 6/8              | 0                | 0                | 6/8              | 0                | 6/7              | 4                | /               | 8/13            | 9/13            | 6/13            | /               | 6/10            | 0               | 6/9             | 0               | 4/7             | 0               | 0               | 1               | 2/9             | 7/9             |
| ▼Candidats          | Votes            | Votes            | Votes            | Votes            | Votes            | Votes            | Votes            | Votes            | Votes            | Votes           | Votes           | Votes           | Votes           | Votes           | Votes           | Votes           | Votes           | Votes           | Votes           | Votes           | Votes           | Votes           | Votes           | Votes           |
| Naoil               |                  |                  | Valérie          |                  |                  |                  |                  | Benoît           |                  | Éric            | Éric            | Éric            | Sam             | Charlotte       | Charlotte       |                 | Jessica         |                 | Régis           |                 |                 | Claude          | Jury final      | Jury final      |
| Inès                |                  |                  | Valérie          |                  |                  |                  |                  | Benoît           |                  | Éric            | Éric            | Ahmad           | Sam             | Charlotte       | Charlotte       |                 | Jessica         |                 | Alexandra       |                 |                 |                 | Jury final      | Jury final      |
| Claude              |                  |                  |                  |                  |                  | Éric             |                  |                  | Delphine         | Pholien         | Pholien         | Ahmad           | Charlotte       | Éric            | Éric            |                 | Alexandra       |                 | Régis           |                 |                 |                 |                 | Naoil           |
| Moussa              |                  |                  | Valérie          |                  |                  |                  |                  | Benoît           | Delphine         | Pholien         | Pholien         | Éric            | Éric            | Charlotte       | Charlotte       |                 | Jessica         |                 | Alexandra       |                 |                 |                 | Inès            |                 |
| Alexandra           |                  |                  | Valérie          |                  |                  |                  |                  | Benoît           | Delphine         | Éric            | Pholien         | Sam             | Sam             | Charlotte       | Charlotte       |                 | Jessica         |                 | Régis           |                 |                 |                 | [ 99 ]          | [ 99 ]          |
| Régis               |                  |                  | Valérie          |                  |                  |                  |                  | Benoît           |                  | Pholien         | Pholien         | Ahmad           | Sam             | Charlotte       | Charlotte       |                 | Jessica         |                 | Alexandra       |                 |                 |                 | Inès            |                 |
| Éric                |                  | Joseph           |                  |                  |                  | Teheiura         |                  |                  |                  | Ahmad           | Pholien         | Ahmad           | Sam             | Charlotte       | Charlotte       |                 | Jessica         |                 |                 |                 |                 |                 |                 | Naoil           |
| Jessica             |                  |                  |                  |                  | [ n° 45 ]        | Teheiura         |                  |                  |                  | Éric            | Éric            | Ahmad           | Éric            | Éric            | Éric            |                 | Alexandra       |                 |                 |                 |                 |                 |                 | Naoil           |
| Teheiura            |                  |                  |                  |                  |                  | Éric             |                  | [ n° 46 ]        |                  | Pholien         | Pholien         | Ahmad           | Charlotte       | Éric            | Éric            |                 |                 |                 |                 |                 |                 |                 |                 | Naoil           |
| Charlotte           |                  | Joseph           |                  |                  |                  | Teheiura         |                  |                  |                  | Ahmad           | Éric            | Ahmad           | Sam             | Éric            | Éric            |                 |                 |                 |                 |                 |                 |                 | [ n° 47 ]       | [ n° 47 ]       |
| Sam                 |                  |                  | Valérie          |                  |                  |                  |                  | Benoît           |                  | Pholien         | Pholien         | Ahmad           | Charlotte       |                 |                 |                 |                 |                 |                 |                 |                 |                 |                 | Naoil           |
| Ahmad               |                  | Joseph           |                  |                  |                  | Teheiura         |                  |                  | Delphine         | Éric            | Pholien         | Éric            |                 |                 |                 |                 |                 |                 |                 |                 |                 |                 |                 | Naoil           |
| Pholien             |                  | Joseph           |                  |                  |                  | Teheiura         |                  |                  |                  | Ahmad           | Éric            |                 |                 |                 |                 |                 |                 |                 |                 |                 |                 |                 |                 | Naoil           |
| Delphine            |                  | Joseph           |                  |                  |                  | Teheiura         |                  |                  |                  |                 |                 |                 |                 |                 |                 |                 |                 |                 |                 |                 |                 |                 |                 |                 |
| Benoît              |                  |                  | Sam              |                  |                  |                  |                  | Inès             |                  |                 |                 |                 |                 |                 |                 |                 |                 |                 |                 |                 |                 |                 |                 |                 |
| Sara                |                  |                  |                  |                  |                  |                  |                  |                  |                  |                 |                 |                 |                 |                 |                 |                 |                 |                 |                 |                 |                 |                 |                 |                 |
| Marie               |                  | [ n° 48 ]        |                  |                  |                  |                  |                  |                  |                  |                 |                 |                 |                 |                 |                 |                 |                 |                 |                 |                 |                 |                 |                 |                 |
| Valérie             |                  |                  | Sam              |                  |                  |                  |                  |                  |                  |                 |                 |                 |                 |                 |                 |                 |                 |                 |                 |                 |                 |                 |                 |                 |
| Joseph              |                  | Delphine         |                  |                  |                  |                  |                  |                  |                  |                 |                 |                 |                 |                 |                 |                 |                 |                 |                 |                 |                 |                 |                 |                 |
| Claudia             |                  |                  |                  |                  |                  |                  |                  |                  |                  |                 |                 |                 |                 |                 |                 |                 |                 |                 |                 |                 |                 |                 |                 |                 |
| Pénalité            |                  |                  |                  |                  |                  |                  |                  |                  |                  | Ahmad           |                 |                 | Charlotte       | Alexandra       |                 |                 |                 |                 |                 |                 |                 |                 |                 |                 |
| Pénalité            | Éric             |                  |                  |                  |                  |                  |                  |                  |                  | Ahmad           |                 |                 | Charlotte       |                 |                 |                 |                 |                 |                 |                 |                 |                 |                 |                 |
| Vote noir           |                  |                  |                  |                  |                  |                  |                  |                  |                  |                 |                 | Ahmad           | Éric            | Éric            |                 |                 | Alexandra       |                 | Régis           |                 |                 |                 |                 |                 |

## Résumés détaillés

### 1erépisode
Cet épisode est diffusé le 21 février 2020.

#### Jour 1: découverte des aventuriers, les tribus se forment
Les quatorze nouveaux aventuriers de la saison arrivent aux Fidji en bateau et sont accueillis par Denis Brogniart, qui vient à leur rencontre en hydravion. Il leur annonce la présence de deux colliers d'immunité sur la plage d'arrivée : l'un est facile d'accès et sera utilisable uniquement lors du premier conseil de son possesseur, tandis que l'autre est plus difficile à atteindre (niché à 3 m de haut) et sera valable jusqu'à la réunification. Cependant, Denis leur annonce également que des objets utiles pour l'aventure (nourriture, ustensiles, matériel de survie, etc.) se trouvent à bord du bateau, et les candidats doivent décider s'ils veulent prendre de l'avance pour espérer obtenir un collier, ou prendre leur temps pour amasser plus de matériel avant de se jeter à l'eau. Ahmad éprouve des difficultés à la nage et reçoit l'aide de Pholien, Éric et Sam. Finalement, Benoît arrive le premier sur la plage et choisit de prendre le premier collier plus facile d'accès, tandis que Delphine arrive peu après et parvient à s'emparer du second collier. En arrivant sur la plage, tous les candidats prennent un carquois à leur nom.
Les candidats se réunissent ensuite autour de Denis, font le bilan du matériel ramené du bateau, puis ouvrent chacun leur carquois contenant un foulard de la couleur de leur équipe. L'équipe jaune, les Lawaki, est composée d'Alexandra, Benoît, Inès, Naoil, Régis, Sam et Valérie tandis que l'équipe rouge, les Nacomo, est constituée d'Ahmad, Charlotte, Claudia, Delphine, Éric, Joseph et Pholien. Les deux équipes s'affrontent immédiatement dans une première épreuve de confort, où elles doivent franchir quatre obstacles à l'aide d'un bélier massif (pesant 80 kg et mesurant 4,30 m de long), puis encastrer ce bélier dans une structure et l'y faire progresser au moyen d'un labyrinthe gravé à sa surface afin de faire tomber un poteau situé à l'extrémité de la structure. Mieux organisés, les rouges remportent l'épreuve et gagnent le droit d'emporter sur leur camp l'ensemble du matériel amassé sur le bateau, tandis que les jaunes partent sur leur camp les mains vides.
Pendant ce temps, Claude, Jessica, Moussa, Sara et Teheiura arrivent à leur tour aux Fidji. À leur surprise, ils découvrent qu'ils ne sont que cinq anciens candidats, et Denis leur annonce qu'ils vont devoir s'affronter lors de deux épreuves à l'issue desquelles l'un d'entre eux sera définitivement éliminé. En attendant ces épreuves, ils reçoivent un foulard noir marquant leur appartenance à la tribu des Héros. Ils se mettent alors en route vers leur campement, où Jessica y trouve rapidement le point d'eau.
Chez les rouges, Claudia dirige la construction de la cabane mais se blesse à la cheville en cherchant le point d'eau. Joseph, qui a promis à son équipe de faire le feu, est pour l'instant sans succès et craint pour sa place dans l'aventure s'il n'y parvenait pas. Chez les jaunes, Sam arrive rapidement à allumer un feu (en 2 min 30 s), ce qui constitue le nouveau record de l'émission. Cependant, sa personnalité individualiste ne fait pas l'unanimité au sein de sa tribu, notamment auprès des deux autres hommes, Benoît et Régis, lors de la construction de la cabane.
Arrivés sur leur camp, les héros s'organisent rapidement. Jessica trouve le point d'eau et se lancent dans la construction de la cabane.

#### Jour 2: victoire des jaunes à l'immunité après l'abandon des rouges
Au matin du deuxième jour, Moussa parvient à faire le feu sur le camp des héros. Après avoir observé des dauphins près de leur plage, ils se rendent à la première de leurs deux épreuves : attachés à une corde, ils doivent franchir un parcours comprenant six obstacles avant de se libérer en faisant progresser leur corde dans un labyrinthe. Les deux premiers héros parvenant à se libérer se qualifient pour la suite de l'aventure. L'épreuve n'est cependant pas montrée lors de cet épisode, dont le reste se concentre sur les deux équipes de nouveaux aventuriers.
Sur le camp rouge, Joseph essaye toujours de faire le feu. L'épreuve d'immunité est annoncée. En arrivant sur le site de l'épreuve, les candidats apprennent que la blessure à la cheville de Claudia nécessite une indisponibilité sportive de 10 jours, l'empêchant de poursuivre l'aventure, et Denis annonce aux rouges qu'une nouvelle candidate viendra prochainement les rejoindre en remplacement de Claudia. Lors de l'épreuve d'immunité, à laquelle Valérie décide de ne pas participer pour respecter l'équité numérique, les deux équipes doivent aller récupérer un ensemble de cordes dans une cage en mer, puis se servir de ces cordes pour construire une échelle afin d'aller décrocher un sceptre situé au sommet d'une structure de 5 m de haut. Au cours de l'épreuve, bien que le niveau de l'eau permette aux aventuriers d'avoir pied, Ahmad panique en raison de l'agitation de la mer et ne parvient pas à atteindre la cage malgré l'aide de ses coéquipiers. Il décide d'abandonner et condamne de fait son équipe. Les jaunes l'emportent donc. C'est la première fois dans l'histoire du jeu qu'une équipe abandonne l'épreuve d'immunité. Ahmad s'en veut pour l'abandon de son équipe et se sent en danger pour le conseil.

#### Jour 3: des crabes chez les jaunes et le feu chez les rouges à l'origine de tensions

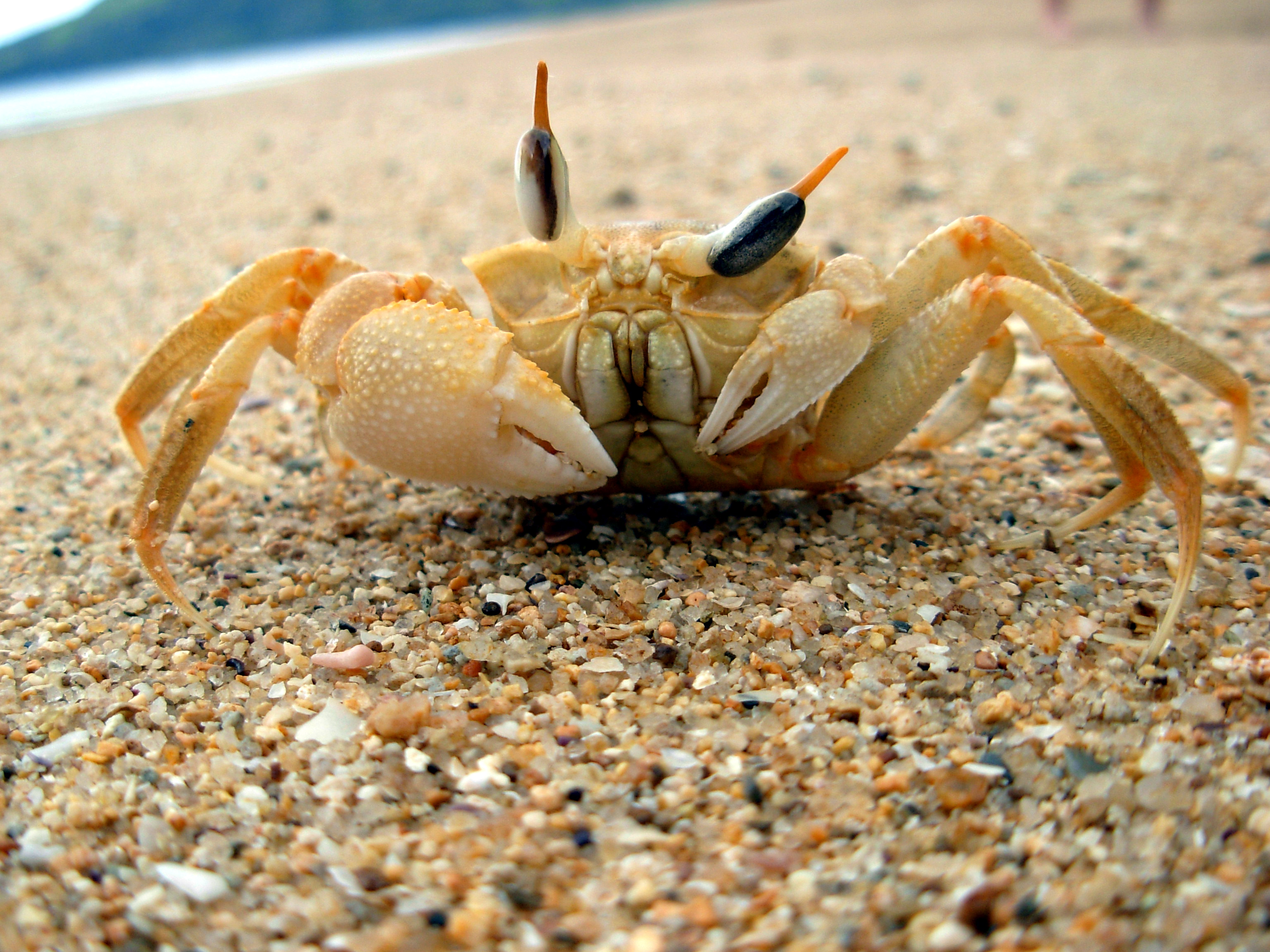
Un crabe, point de départ de la discorde entre Sam et Benoît.

Sur le camp des jaunes, malgré la victoire, l'atmosphère se tend en raison des différences de caractère entre Benoît et Sam, notamment après un différend concernant la manière de pêcher les crabes, et leurs coéquipiers les encouragent à trouver un terrain d'entente. Sur le camp rouge, Ahmad est dans un premier temps persuadé d'être condamné à la suite de sa contre-performance lors de l'épreuve d'immunité. Cependant, Joseph continue de s'isoler du reste de son équipe en raison de son obstination à faire le feu, persuadé qu'il sera éliminé s'il n'y arrive pas ; son caractère fait débat et ses coéquipiers envisagent de l'éliminer lors du conseil dans un souci de cohésion. Finalement, Joseph réussit à faire le feu peu avant le conseil, mais en apprenant que l'équipe compte toujours l'éliminer en raison de son détachement par rapport aux autres, il cache en forêt le bambou permettant de faire du feu et tente même d'éteindre le feu en versant de l'eau dessus, affirmant que ses coéquipiers ne le méritent pas.
Au conseil, les rouges accueillent la remplaçante de Claudia, Marie, qui ne peut pas voter ni être éliminée lors de ce conseil. Les tensions sont présentes. Alors que Joseph dit aux autres que Ahmad mérite de partir à cause de son abandon, Ahmad exprime alors que Joseph est le seul problème de l'équipe. Lors du scrutin, Joseph vote contre Delphine, mais est éliminé à l'unanimité,.

### 2eépisode
Cet épisode est diffusé le 28 février 2020.

#### Jour 2 (flashback): une première épreuve chez leshéros
L'épisode commence par la première épreuve des héros (tribu noire) qui en réalité, s'est disputée le deuxième jour. Sur un parcours de 6 obstacles, Moussa part vite mais il est en difficulté dès le 2e obstacle. Claude et Teheiura prennent les devants. Ils doivent libérer leur corde à l'aveugle au bout d'un labyrinthe. Teheiura remporte l'épreuve devant Moussa bien revenu, ils sont qualifiés pour la suite et Denis leur remet une amulette, symbolisant leur entrée dans la compétition. Les 3 héros disputeront une seconde épreuve.

#### Jour 4: deuxhérosintègrent l'aventure
Les rouges tentent de sauver le feu éteint par Joseph et de retrouver les bambous qu'il a cachés. Marie découvre son équipe et le campement. Les jaunes souffrent du manque de nourriture.

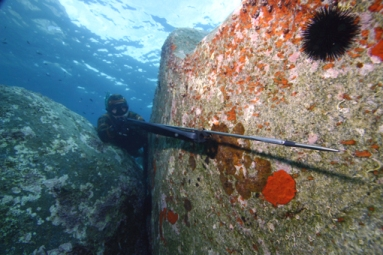
Les rouges remportent l’incontournable kit de pêche, comportant, entre autres, un fusil harpon.

L'épreuve de confort est annoncée. La récompense est double : le kit de pêche et le renfort d'un héros. Cependant, les candidats ne savent toujours pas que la tribu noire existe. Pour respecter l'équité numérique, un tirage au sort est effectué entre les femmes de la tribu jaune. C'est Inès qui tire la boule noire et ne dispute donc pas l'épreuve. Le principe est simple : une poutre de 10 m de long et 10,5 cm de large est placée au-dessus de l'eau. Les candidats doivent tenir en équilibre sur cette poutre et le dernier de la cordée, doit passer devant tous ses coéquipiers, pour rejoindre une plateforme à l'autre extrémité. Marie, la nouvelle arrivée de l’équipe rouge, est la première à y parvenir, suivie de Sam, de l’équipe jaune. Après une épreuve serrée, ce sont finalement les rouges qui remportent l'épreuve et le kit de pêche. Denis leur annonce alors un autre gain et ils voient arriver les cinq héros. Grâce à leur victoire, les rouges peuvent choisir qui ils veulent voir intégrer leur tribu. Après concertation, ils choisissent Teheiura. Moussa rejoint donc les jaunes. Denis leur donne les bandanas de la couleur de leur tribu respective et annonce que l'amulette des deux héros symbolise leur immunité au prochain conseil.
Teheiura est vite intégré chez les rouges qui apprécient son expérience et sa gentillesse. Chez les jaunes, Sam est énervé par le comportement de ses coéquipiers, et voit en Moussa, la figure d'un héros qu'il admire. Il change son comportement face à lui, ce qui exaspère les autres. Moussa trouve alors du manioc et leur apprend à le cuisiner. Plus tard, Sam est agacé car ses coéquipiers ont abimé une machette. Globalement, tous les jaunes sont heureux de l'arrivée de Moussa qui leur permet de manger le soir-même.

#### Jour 5: leshérostentent de s’intégrer
Au matin du 5e jour, Teheiura emmène son équipe dans la forêt pour leur montrer toutes les ressources de la forêt. Ils ramènent par exemple de la canne à sucre, de la coco et du manioc. Ensuite Teheiura utilise le kit de pèche gagné la veille et leur ramènent plusieurs poissons. La tribu rouge est épatée par les compétences de Teheiura.
Sur le camp jaune, Moussa repère le potentiel de survie de Sam (qui fabrique une nasse à poissons) et estime que c'est une future légende de koh-lanta. Moussa essaye donc d'intégrer Sam dans l'équipe, ce dernier exaspérant toujours ses aventuriers pour son attitude solitaire. Les filles jaunes remarquent que Sam n'a plus la même attitude depuis que Moussa est arrivé dans l'équipe et il est beaucoup plus souriant avec Moussa qu'avec le reste des jaunes.
Benoit, de la tribu des lawaki, souffre de la faim, et la décision est prise d'appeler l'équipe médicale. Elle le prend en charge, et il est gardé en observation le temps d'une nuit.

#### Jour 6: première épreuve d'immunité avec leshéros
Le lendemain matin, Benoit réintègre sa tribu et peut disputer l’épreuve d’immunité. Les jaunes sont ravis de son retour. Pendant ce temps Sam trouve du cœur de palmier.
L'épreuve d'immunité est annoncée. Six aventuriers de chaque tribu doivent porter une charge de près de 100 kg, et récupérer tout au long du parcours 10 sacs de 10 kg chacun. Le dernier membre doit grimper un haut d'une tour en suivant son cordage entre mêlé dans la structure, puis récupérer un bâton, avant de faire le même chemin en sens inverse, pour pouvoir stopper, le plus rapidement possible l'équipe adverse. La tribu allant le plus loin sur le parcours se retrouve immunisée. Un tirage au sort est effectué dans la tribu jaune et Inès tire de nouveau la boule noire, l'exemptant de participation. Après concertation, il est décidé que Teheiura et Naoil grimpent. Les jaunes prennent de l'avance, mais Teheiura est le plus rapide à bloquer la progression adverse. Naoil, ne parvient pas à sortir à temps de la structure, et les rouges dépassent leurs adversaires. Ils remportent donc l'épreuve.
Les jaunes et les rouges retournent dans leur campement respectifs. Chez les jaunes, Sam est exaspéré par Naoil qui n'a pas peur de Teheiura alors que ce dernier est pour lui une véritable légende. Valérie se sent en danger car elle est la plus faible. Elle demande à Sam de faire des efforts pour s'ouvrir plus aux autres alors que Naoil et Alexandra pensent qu'il n'est pas assez mature et que s'il ne change, il sera rapidement éliminé malgré ses capacités.

#### Jour 7: des tensions chez les jaunes le jour du conseil
Au matin du 7e jour, chez les rouges, la nourriture est abondante. Leur kit de pêche leur a encore servi pour pêcher un poisson. Depuis l'arrivée de Teheiura, les rouges ne manquent pas de nourriture. Mais l'état de santé de Marie s'étant dégradé, elle décide de contacter l'équipe médicale et elle est emmenée à l’infirmerie. On apprendra dans l'épisode suivant qu'elle ne reviendra pas dans l'aventure trois jours plus tard.
Chez les jaunes, la cabane est trop petite pour y loger Moussa et la décision est prise de l'agrandir. Sam continue d'exaspérer ses coéquipiers et Moussa essaye de le coacher pour qu'il s'intègre au mieux. Benoit prend des initiatives sur la cabane qui ne sont pas appréciées de tous.
Au conseil, Benoit joue son collier d'immunité, remporté lors de l'épreuve initiale, qui ne pouvait être joué qu'à ce moment-là. Il n'annule aucune voix contre lui, puisque Valérie et Benoît ont voté contre Sam et tous les autres, contre Valérie. Elle est donc définitivement éliminée,,. Le générique de fin se termine par un hommage à Nicolas Roy, finaliste de la 2e saison, décédé cette semaine à 48 ans d'un cancer de la mâchoire.

### 3eépisode
Cet épisode est diffusé le 13 mars 2020.

#### Jour 8: le riz pour l'épreuve de confort, débat chez les rouges

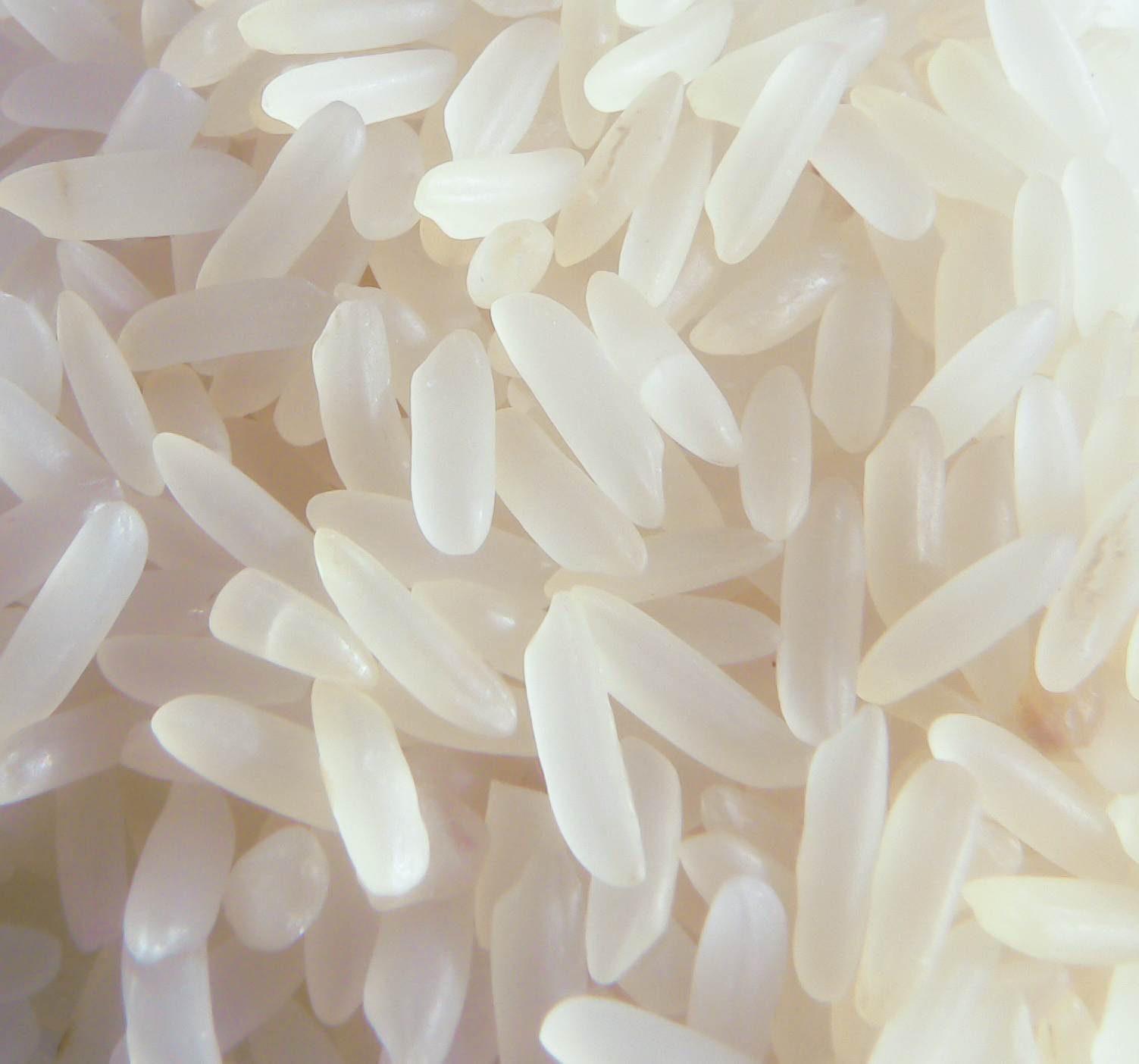
C'est l'incontournable riz, qui est à la clé de ce jeu de confort.

Cet épisode s'ouvre sur l'épreuve de confort. Denis Brogniart annonce que Marie, partie à l’infirmerie la veille, reste en observation. Il annonce aussi la récompense : 3 kg de riz. Les 3 héros restant (ceux n'ayant pas intégré de tribu) sont spectateurs. L'objectif est de réaliser un puzzle flottant de 9 pièces sur les 11 à disposition des aventuriers. Un candidat de part et d'autre reste en hauteur et surplombe le cadre dans lequel doit être fait le puzzle. Il doit alors guider ses partenaires pour la réalisation. La première équipe à bien réaliser le puzzle l'emporte. Pour respecter l'équité numérique, une femme jaune ne participe pas à l'épreuve. Il s'agit d'Inès qui tire, encore une fois, la boule noire. Il est ensuite décidé que ce sont Ahmad pour les Nacomo et Naoil pour les Lawaki qui guident les autres. Le départ est alors donné. Le guide plonge en premier et tout seul. Il doit apporter une pièce dans le cadre final avant de donner le relais à trois coéquipiers, qui se chargent de mettre les huit pièces restantes. Une fois fait, ils peuvent passer le relais aux deux derniers membres de la tribu qui jouent le rôle des assembleurs. Tout le monde se retrouve finalement au niveau du cadre et Denis annonce que les deux équipes ont les 9 bonnes pièces. Ce sont finalement les rouges qui l'emportent. Ils gagnent donc les 3 kg de riz, mais aussi le droit de pouvoir choisir quel héros ils veulent voir intégrer leur tribu. Comme lot de consolation, Denis donne une marmite aux jaunes, car ils n'en avaient pas.
De retour sur leurs camps respectifs, chez les jaunes, Benoît veut manger sans se rationner, ce qui agace les autres ; chez les héros, ils arrivent à se nourrir facilement, et vivent bien leurs quelques jours passés ensemble ; chez les rouges enfin, le riz entraîne un débat et c'est la question de faut-il, ou non, garder du riz avant la réunification, qui passionne les aventuriers. Finalement, ils choisissent de se rationner pour avoir un maximum de riz jusqu'à la fin de l’aventure.

#### Jour 9: leshéross'affrontent, intégration des deux qualifiés
Ce neuvième jour commence par l'affrontement des trois héros restants et n'ayant donc pas intégré de tribu. À l'inverse de la veille, ce sont ce coup-ci les aventuriers qui viennent observer l'épreuve. Denis donne le principe de l'épreuve des flambeaux. Il s'agit de venir à bout d'un parcours d'obstacle, pour récupérer un flambeau enfermé dans des cordages. L'embraser pour embraser à son tour l'extrémité d'un levier, lequel est maintenu à l'horizontale par cinq cubes de différentes tailles lestés. Les trois concurrents doivent alors viser à l'aide d'une catapulte les cubes, pour les faire tomber du levier, ce qui le fera se redresser et de fait, embraser la vasque, symbolisant leur victoire. Ils disposent chacun de 50 munitions. S'ils arrivent au bout de leur stock, ils doivent attendre que tous aient épuisés leur stock pour recharger. Se joue là un choix stratégique : aller le plus vite possible et tenter de dégager les cinq cubes, au risque de ne plus avoir de munitions rapidement et donc de devoir attendre les autres, ou prendre son temps et se concentrer, au risque voir s'échapper la victoire. Le départ est donné et c'est Claude qui arrive le premier à embraser sa vasque. La dernière place se dispute donc entre les deux héroïnes restantes. Il ne reste plus qu'un cube pour Jessica, mais cette dernière n'a plus de munitions. Elle doit donc attendre que Sara ait fini son stock. Mais cette dernière rattrape son retard et arrive à faire tomber tous les cubes de son levier. C'est donc Sara qui gagne la deuxième place dans une tribu. Jessica se retrouve alors éliminée de l’aventure. Denis remet aux deux qualifiés l'amulette symbolisant leur immunité au prochain conseil. Leur victoire la veille permet aux rouges de choisir qui ils veulent intégrer dans leur équipe. Ils choisissent Claude. Sara se retrouve, de fait, chez les jaunes.
Chez les Lawaki, Sara veut s'intégrer au mieux dans l'équipe en aidant les autres et leur disant tout ce qu'elle sait. Chez les Nacomo, Ahmad commence à parler à Claude et dit vouloir l'avoir à l’œil, du fait de son côté stratège. Finalement, contrairement à ce qui a été dit la veille, ils décident de ne pas se rationner et font une grosse quantité de riz pour le repas.

#### Jour 10: un abandon médical entraînant un rapide retour d'un éliminé, une élimination surprise au conseil
Dans la tribu jaune, Sara recense toutes les erreurs de l'équipe (lunettes de plongée dans le sable par exemple, ou encore gaspillage de la noix de coco), ce qui plaît à Sam.
L'épreuve d'immunité est annoncée. Denis indique qu'après des examens complémentaires, Marie ne peut pas réintégrer le jeu. Par conséquent le dernier sortant la remplace, et c'est Jessica qui intègre la tribu rouge. Il donne ensuite le principe de cette épreuve : un membre de chaque tribu est suspendu à une corde au-dessus de l'eau. Cette corde est reliée à une poulie, qui est tenue par les autres aventuriers. Au départ ils sont donc six à tenir la corde et à intervalle régulier, des aventuriers vont lâcher, jusqu'à qu'il n'en reste qu'un. Pour qu'il y ait le même nombre de candidats de part et d'autre, un tirage au sort est effectué. Chez les rouges, Pholien ne participe pas à l'épreuve et chez les jaunes, c'est Naoil. Charlotte d'un côté et Inès de l'autre sont désignées pour s’agripper à la corde. L'épreuve est lancée et pour les Nacomo, c'est d'abord Delphine qui lâche, puis viennent dans l'ordre Éric, Ahmad, Teheiura et Jessica ; et pour les Lawaki : Alexandra, Benoît, Régis, Sam et Sara. C'est donc un duel final qui oppose Claude à Moussa. Les deux doivent garantir une tension sur la corde pour que leur coéquipière ne tombe pas. C'est finalement les rouges qui lâchent en premier, entraînant la victoire des jaunes.
De retour au camp, chez les jaunes, Sara émet des recommandations, pour améliorer le fonctionnement et la vie sur l'île. Ses conseils n'ont cependant pas été appréciés de tous. Chez les rouges, les discussions vont bon train pour le conseil à venir. Les héros fraîchement arrivés se sentent visés, et ce à juste titre, puisque Ahmad mène une stratégie pour les éliminer.
Au conseil, Claude est immunisé de par son amulette et deux voix sont dirigées vers Éric. C'est cependant Teheiura qui est éliminé avec six voix contre lui,,, dont celle de Jessica. Ce qui n'a pas manqué de faire réagir les téléspectateurs, qui se sont notamment exprimés sur Twitter. Plus largement, de nombreux internautes se sont dits « choqués » de cette issue.

### 4eépisode
Cet épisode est diffusé le 20 mars 2020.

#### Jour 11: chez les rouges, deshérosen marge, un confort aux thermes
Dans le camp des Nacomo, les héros se sentent exclus. Claude veut venger Teheiura dès la réunification. Chez les jaunes, Sara trouve du manioc, qu'elle cache pour ne le sortir qu'au bon moment (quand elle se sentira en danger notamment).
Le jeu de confort est annoncé. Les deux tribus se rejoignent et les jaunes sont choqués de voir que Teheiura a été éliminé. Sara se met d'ailleurs à pleurer. Passé ce moment, Denis Brogniart annonce la récompense : une virée aux thermes fidjiens. Bain de boue, sources d'eau chaude, un massage et un repas avec une nuit chez l'habitant attendant les membres de la tribu gagnante. Ils auront aussi droit à un indice pour les aider à trouver l'emplacement du collier d'immunité individuel caché sur le camp. Denis donne alors le principe : il s'agit du traditionnel « jeu des élastiques ». Tous les candidats sont attachés par un élastique. L'un d'eux doit récupérer les 8 pièces de bois plantées dans le sable, de la plus proche (à 26 m) à la plus éloignée (à 29 m). Un tirage au sort est effectué chez les jaunes pour respecter l'équité numérique, et c'est Alexandra qui tire la boule noire. Elle ne participe donc pas. L'épreuve commence et au bout de 30 min, aucune équipe n'a réussi à attraper toutes ses pièces de bois. Il en reste 1 pour les jaunes contre 3 pour les rouges. 5 min plus tard, cet écart n'ayant pas bougé, Denis annonce la fin du jeu et la victoire des jaunes (puisqu'il leur reste le plus faible nombre de pièces). Il donne l'indice concernant le collier à Benoît, puis l'équipe part directement en bateau sur le lieu de la récompense.
Les jaunes profitent donc des thermes. Ils commencent par le bain de boue, puis celui d'eau chaude. Pendant ce temps-là, chez les rouges, on discute des diverses stratégies. Enfin, les jaunes terminent leur journée par le massage et le repas chez Tom, qui les accueille aussi pour la nuit.

#### Jour 12: construction des radeaux, laguerre des stratègesdébute chez les rouges

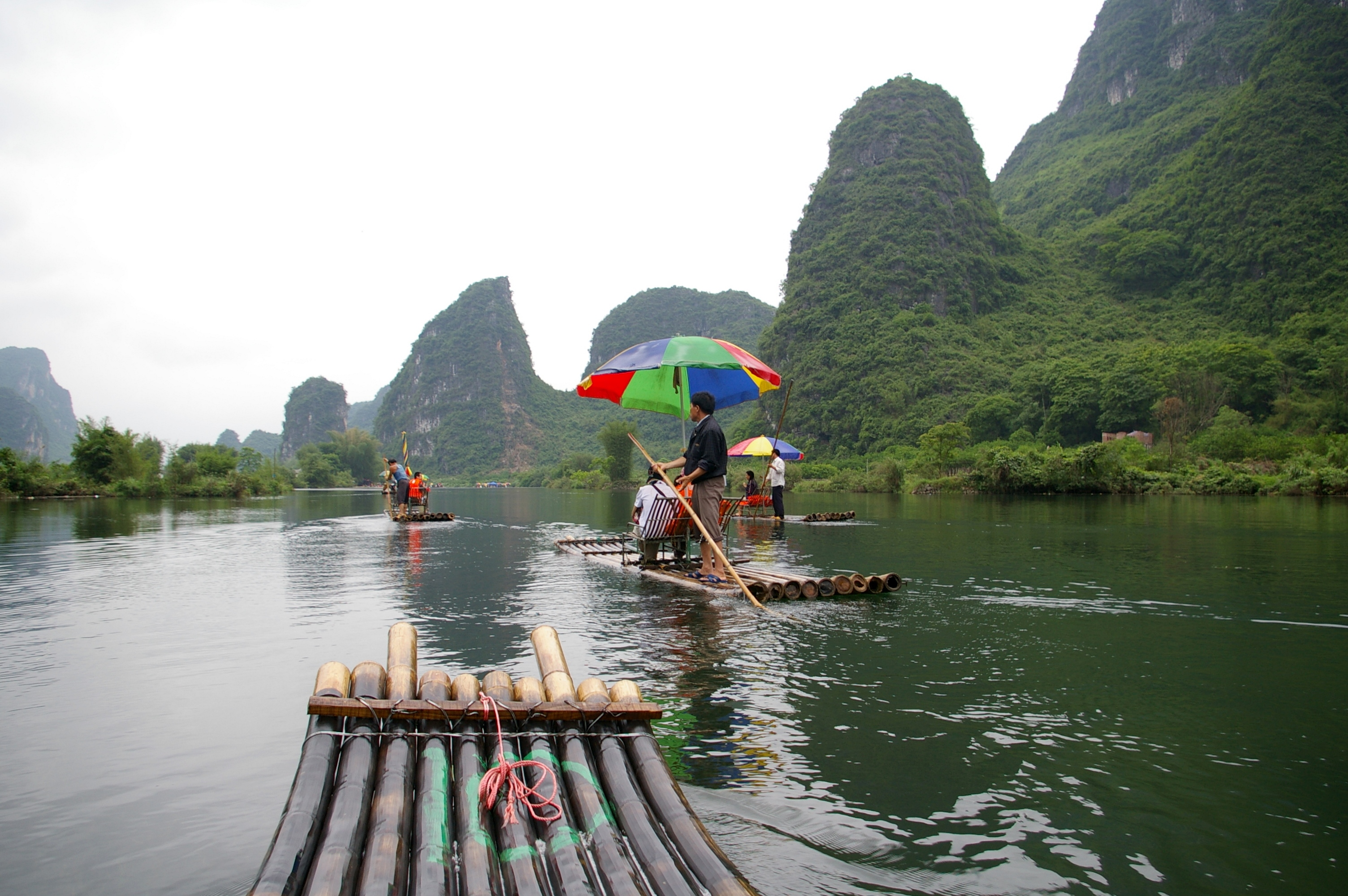
Les candidats doivent construire des radeaux en bambous les plus performants possible.

Les jaunes rentrent donc repus de leur confort. Tandis que chez les rouges, une véritable guerre des stratèges débute entre Claude et Ahmad. De retour sur leur camp, les jaunes découvrent l'indice concernant l'emplacement du collier d'immunité donné la veille. Tous partent à sa recherche, sauf Sara, qui a mal au ventre. Chez les rouges, comme ils se savent menacés, Jessica et Claude partent à la recherche du collier d'immunité. Finalement, Jessica le découvre. Il est associé un message disant que ce collier est cessible mais qu'il ne peut être utilisé que jusqu'à la réunification.
Un message arrive sur les deux camps, indiquant aux aventuriers qu'il est temps de construire leurs radeaux pour l'épreuve du lendemain. Chez les rouges, ce sont Claude et Pholien qui prennent en main la construction. Les tensions sont toujours vives, notamment entre Claude et Ahmad. Chez les jaunes, le jeune ébéniste Sam prend naturellement la tête des opérations. Finalement, non sans mal, ils parviennent tous à construire les deux radeaux.
Au cours de la nuit un violent orage éclate.

#### Jour 13: encore un abandon médical, retour d'un éliminé
En ce treizième matin, tout le monde est dépité eu égard à la nuit passée sous la pluie. Ne sachant pas si elle pourra revenir, Sara décide de déterrer le manioc pour l'apporter à ses coéquipiers.
Les tribus se rendent alors à l'épreuve d'immunité, et Sara fait un passage par la tente médicale. Avant de débuter, Denis annonce que l'état de santé de Sara n'est pas compatible avec la poursuite de l'aventure. Elle est donc contrainte à l'abandon médical. Conformément à la règle, le départ de Sara entraîne le retour de Teheiura, dernier éliminé, venant la remplacer. Denis annonce alors le principe : une course poursuite sur l'eau avec les radeaux construits par les deux tribus. 4 candidats pagaient et 3 guident le radeau dans l'eau. La première équipe à rattraper l'autre l'emporte. Le départ est lancé, et les rouges gagnent rapidement du terrain. Ce retard ne sera pas rattrapé par les adversaires, puisque la victoire est donnée aux rouges.
De retour sur leur camp, les jaunes se questionnent bien évidemment sur : qui éliminer ?
Au conseil, les jaunes accueillent Teheiura en remplacement de Sara. N'ayant pas participé à l'épreuve d'immunité, il ne peut ni voter ni être éliminé lors de ce conseil. Finalement, Benoît vote contre Inès, mais est éliminé à l'unanimité,,.

### 5eépisode
Cet épisode devait initialement être diffusé le 3 avril 2020 en raison du match de football amical opposant la France à l'Ukraine devant être diffusé le 27 mars 2020. Cependant, la décision a été prise d'annuler le match, à la suite de la pandémie de Covid-19. De fait, TF1 a choisi de découper le cinquième épisode en deux parties d'environ 1 h 15 chacune. Une première diffusée le 27 mars 2020 et une seconde le 3 avril 2020,. Bien qu'issues d'un seul et même épisode, ces deux parties forment deux épisodes distincts.

#### Jour 14: jeu de confort et réunification surprise
Chez les jaunes, on accueille Teheiura avec joie.

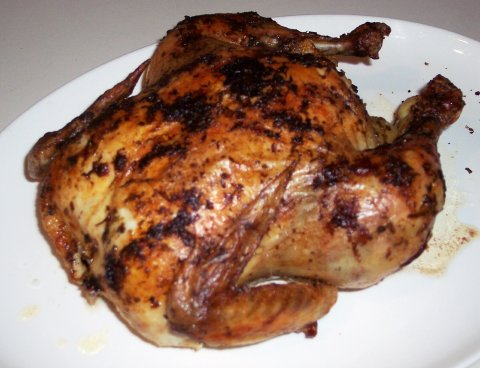
Ce sont avec trois poulets rôtis, que les gagnants de l'épreuve d'immunité repartent.

Rapidement, l'épreuve d'immunité est annoncée. Denis Brogniart commence par annoncer la récompense : trois poulets rôtis. Il indique ensuite que le principe de cette épreuve est inédit : les candidats doivent composer un assemblage avec six pièces de bois identiques, qu'ils récupèrent sur un parcours de trois obstacles. Un code couleur fait qu'il n'y a qu'une seule combinaison possible. Une fois les six pièces correctement assemblées, ils doivent passer un dernier obstacle avant de l'emporter. Finalement, ce sont les rouges qui terminent en premier. Ils repartent avec les poulets rôtis. Cependant, avant que les candidats ne repartent, Denis annonce que « la réunification, c'est maintenant ! ». Il remet aux deux tribus un carquois, dans lequel les candidats trouvent une feuille et un stylo. Ils peuvent alors y inscrire les noms des deux personnes qu'ils souhaitent voir être ambassadeurs dans le camp adverse. En effet, pour la première fois, ce ne sont pas deux, mais quatre ambassadeurs qui se font face. Un héros et un nouvel aventurier de part et d'autre. Il annonce enfin que ce carquois doit être complété, puis lancé à la mer, avant la tombée de la nuit.
Les rouges ramènent les poulets qu'ils mangent, puis discutent du choix à faire. Ils sont indécis. Pendant ce temps là, les jaune s'accordent rapidement sur les prénoms de Claude et Ahmad. Du côté des rouges, après avoir plusieurs fois changé d'avis, les candidats s'accordent finalement sur les prénoms de Moussa et Alexandra. Les deux carquois sont lancés à la mer.

#### Jour 15: discussion des ambassadeurs, le camp blanc se forme
Au matin du quinzième jour, les deux tribus découvrent les noms de leurs ambassadeurs. Ils se rendent sur le lieu de discussion, en prenant soin de décrocher les bannières rouge et jaune de leur camp respectif. Là, Denis leur annonce qu'ils doivent se mettre d'accord sur le nom d'une personne à éliminer. S'ils n'y parviennent pas, un tirage au sort est effectué entre les deux binômes. Celui ayant la boule noire verra ses deux membres s'affronter lors d'un duel, le ou la perdant(e) étant éliminé. La discussion commence, et rapidement, Ahmad se retrouve seul face aux trois autres. Moussa explique que leur volonté est qu'un rouge soit éliminé, et que si Ahmad accepte d'éliminer l'un des siens, il sera le dernier rouge à être éliminé.
Pendant ce temps-là, les jaunes reçoivent une bouteille leur indiquant que la nouvelle tribu blanche élira domicile sur le camp des rouges. Ils commencent donc à rassembler leurs affaires.
Du côté des ambassadeurs, Moussa explique à Ahmad qu'il est relativement pris au piège. S'il veut sauver sa place, il doit accorder d'éliminer un rouge. Après de nombreuses discussions, ils trouvent finalement un accord. Leur évitant ainsi d'aller au tirage au sort.
Au même moment, les jaunes débarquent sur le camp rouge. Les aventuriers se retrouvent et s'installent. Plus tard, les quatre ambassadeurs reviennent. Ils expliquent brièvement la teneur de leurs échanges, puis Ahmad annonce qu'ils ont décidé d'éliminer Delphine. Furieuse, elle règle ses comptes avec lui et explique à tous la stratégie qu'il a mis en place. Elle explique qu'elle ne voulait pas voter pour Teheiura. Delphine remet toutes les fautes sur Ahmad et demande à ce qu'on l'élimine au prochain conseil. Naoil prend la parole et indique que les rouges n'étaient pas obligés de suivre cette stratégie, s'ils n'étaient pas d'accord avec Ahmad. Cette première partie se conclut sur image parlante : tous acclament Delphine en cercle avant son départ, et Ahmad est seul, exclu, assis sur le sable,,.

### 6eépisode
Cet épisode est diffusé le 3 avril 2020. C'est la suite de l'épisode 5.

#### Jour 15 (suite): Delphine part définitivement, l'alliance des ex-rouges éclate
L'épisode reprend à partir du retour des ambassadeurs. Il est donc montré à nouveau le verdict et les explications de Delphine. Ensuite, les aventuriers décident d'accrocher la bannière blanche avec Delphine. Ahmad se dit déçu qu'Éric et Pholien ne l'aient pas soutenu lors de l'annonce de l'élimination de Delphine, alors même qu'ils lui avaient dit de donner son nom si un choix devait être fait, avant qu'il parte pour la discussion des ambassadeurs. Cependant, les deux ex-rouges décident de prendre Delphine à part pour lui annoncer, qu'effectivement, ils avaient donné son nom à Ahmad. Peu après, Denis Brogniart arrive et réunit tout le monde. Tel lors d'un conseil, il questionne et demande des explications à tous. Avant de partir, il demande à Delphine si elle souhaite céder son collier, remporté lors de l'épreuve initiale du premier épisode. Elle lui annonce que non, et repart ainsi avec son collier sans qu'il n'ait été utilisé. Les deux quittent le camp.

#### Jour 16: épreuve d'immunité et conseil à deux tours
Au seizième matin, les ex-rouges sentent qu'ils doivent s'intégrer le plus rapidement possible, s'ils veulent espérer pouvoir continuer l'aventure.

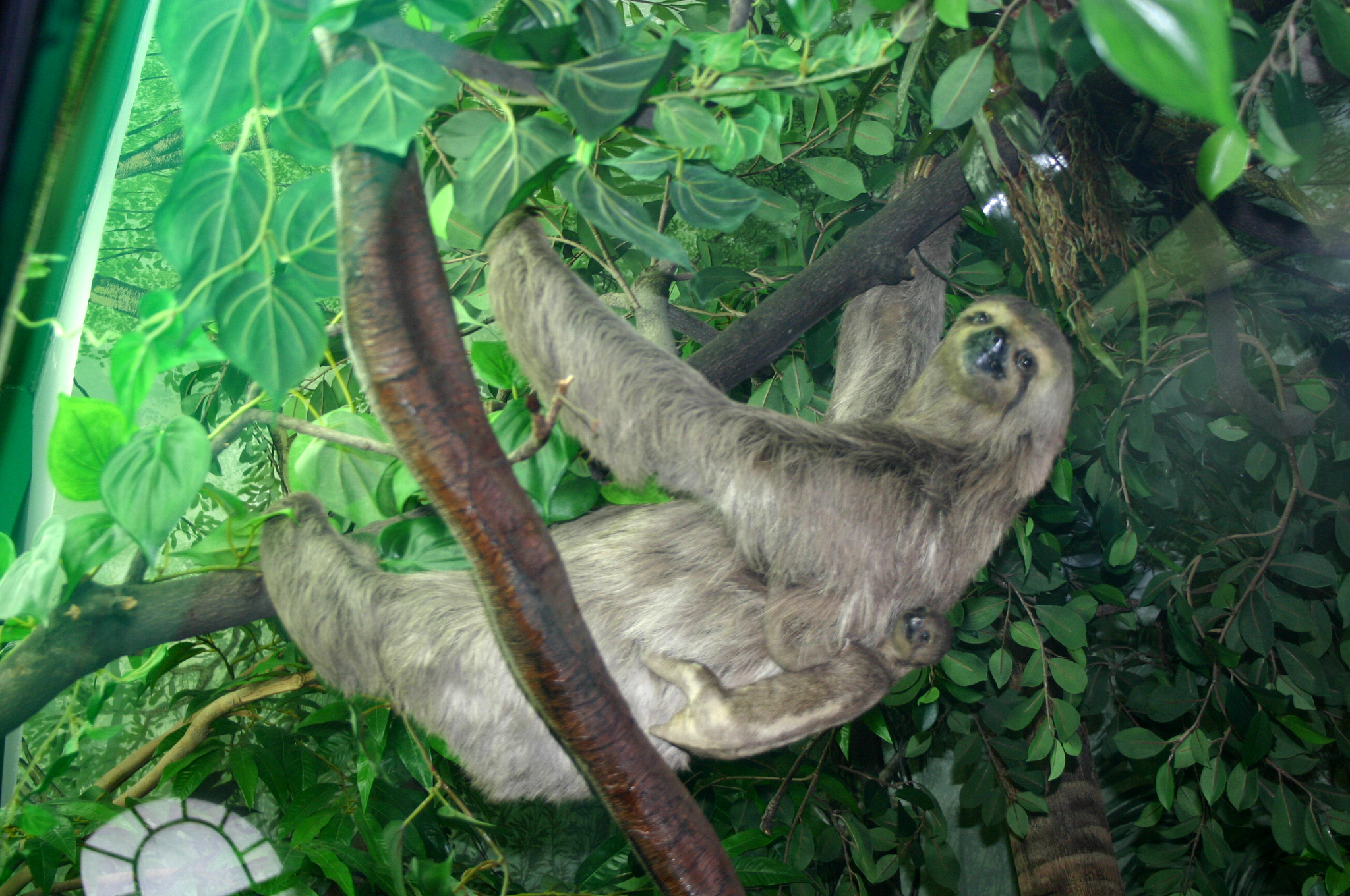
Tel un paresseux, les candidats doivent tenir le plus longtemps possible sur le rondin de bois pour l'épreuve d'immunité.

L'épreuve d'immunité est annoncée, et il s'agit d'un classique de Koh-Lanta : l'épreuve des paresseux. Le principe est simple, rester en position de paresseux, c'est-à-dire, accroché à un rondin de bois, la tête en bas, en ne pouvant s'aider que de ses mains, bras, jambes et pieds. Denis annonce que le dernier à lâcher est immunisé lors du prochain conseil, mais que le premier aura une voix d'office contre lui. L'épreuve commence, et Ahmad est le premier à lâcher. Tous lâchent un à un, et au bout d'1 h 45 d'épreuve, il reste Pholien, Teheiura, Claude, Sam et Alexandra. Pour corser l'épreuve, Denis annonce que les candidats doivent trouver une position qui leur convient et ne plus bouger. Lâchent alors dans l'ordre : Alexandra, Teheiura, Pholien, Claude et Sam. C'est donc ce dernier qui remporte l'immunité au bout de 2 h 29. Après l'épreuve, Denis demande à Ahmad de venir inscrire son prénom sur un bulletin qui sera glissé lors du prochain conseil, et il en profite pour souligner qu'Alexandra est la deuxième femme à avoir tenu le plus longtemps sur cette épreuve (avec 2 h 10), juste derrière Frédérique Jossinet, qui en 2010, lors du Choc des héros avait tenu 2 h 15.
De retour sur le camp, les ex-rouges se sentent menacés. Éric, Pholien et Ahmad tentent de chercher le collier d'immunité individuel caché sur la camp, en vain (en effet, il a déjà été trouvé par Jessica).
Au conseil, un premier vote se conclut par une égalité entre Éric et Pholien, avec 5 voix chacun, et 4 voix pour Ahmad. Un second tour est alors organisé, où le vote pénalité contre Ahmad ne compte plus, et où les aventuriers n'ont le choix qu'entre Éric et Pholien. Finalement, c'est Pholien qui est éliminé, par 8 voix contre 5 pour Éric. Avant de partir, Denis lui demande à qui il souhaite confier son vote noir. Il choisit Éric et devient d'ailleurs le premier membre du jury final,,.

### 7eépisode
Cet épisode est diffusé le 10 avril 2020.

#### Jour 17: tensions durant l'épreuve de confort, Sam établit un record
Dès les premières minutes de cet épisode, on apprend qu'Ahmad a voté pour Éric lors du premier vote du dernier conseil. Cela agace les ex-jaunes et particulièrement Moussa, qui y voient encore une tentative de stratégie. Il annonce alors que la promesse faite lors de la confrontation des ambassadeurs ne tient plus. Peu après, les aventuriers découvrent une cible avec arc et flèches sur le camp. Cela leur permet ainsi de s’entraîner pour l'épreuve de confort qui a lieu en suivant.

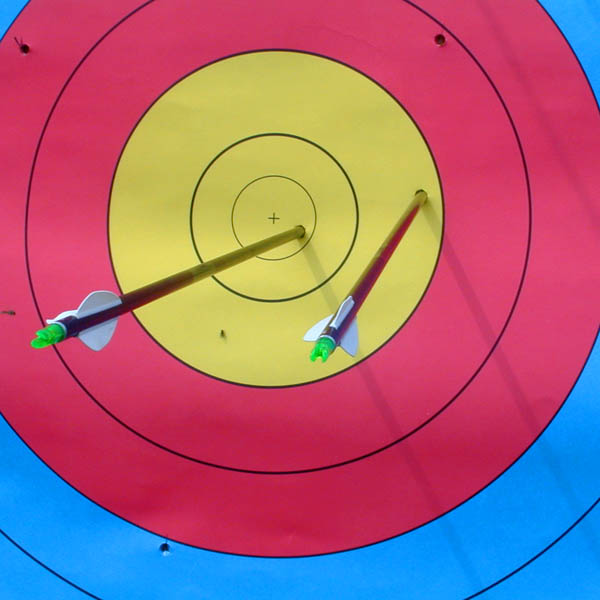
Pour l'emporter lors de l'épreuve du tir à l'arc, il faut toujours planter sa flèche au plus proche du centre de la cible.

Denis Brogniart retrouve les aventuriers sur le lieu de l'épreuve. Sans surprise, il s'agit de l'épreuve de tir à l'arc. Il commence par annoncer la récompense : de l'argent, pour se balader et acheter des produits sur un typique marché fidjien. Il rappelle ensuite les règles : l'épreuve se découpe en plusieurs salves, où chacun tire une flèche. Le candidat ayant sa flèche proche du centre peut casser la flèche d'un adversaire, symbolisant son élimination. Ils sont maximum six sur le pas de tir. Pour le premier tour, c'est la flèche noire de Sam, qui est la plus proche du centre. Il décide d'éliminer Ahmad, qui est, selon lui, le candidat ayant tiré la flèche la plus éloignée du centre. Pour les tours suivants, Sam établit un véritable record, puisqu'il reste invaincu durant les six salves qui suivent. Il suit d'abord sa stratégie d'éliminer le candidat avec la flèche la plus éloignée, en cassant, dans l'ordre, les flèches d'Éric et de Jessica. Ensuite, il décide de casser les flèches des candidats dans l'ordre en partant de la gauche, éliminant ainsi Inès puis Alexandra. Avant de reprendre sa stratégie initiale et d'éliminer Naoil. Pour la septième salve, c'est Teheiura qui l'emporte. Il casse la flèche de Moussa (étant le plus éloigné du centre). Au huitième tour, c'est encore une fois Sam qui l'emporte. Il élimine Charlotte en reprenant sa stratégie de départ. Lors de la neuvième salve, c'est à nouveau Teheiura qui l'emporte. Suivant sa stratégie, il élimine Régis. Pour l'avant dernière salve, c'est Claude qui l'emporte. Il choisit de casser la flèche de Sam. Le duel final oppose donc Teheiura à Claude. Denis en explique le principe : chaque candidat tire trois flèches. La plus proche du centre donne la victoire à son tireur. Finalement, c'est Teheiura qui l'emporte. Denis lui indique qu'il doit choisir quelqu'un pour l'accompagner et partager sa récompense. Il choisit d'abord Claude, mais ce dernier préfère céder sa place à Sam, qu'il trouve plus méritant. Les deux acceptent et partent ainsi avec 30 $ en poche.
Sam et Teheiura profitent alors de leur récompense. Ils achètent notamment des oranges. De retour sur le camp, le reste de la tribu, sauf Charlotte qui a fait un malaise après le jeu et qui a été envoyée à l’infirmerie, parle de l'épreuve passée. Moussa est très énervé contre Teheiura, car il ne comprend pas pourquoi ce dernier lui a cassé sa flèche. Idem pour Inès et Alexandra, qui ne comprennent pas le bref changement de stratégie adopté par Sam. Pendant ce temps là, Sam et Teheiura profitent de leur récompense en s'accordant un repas, avant de faire leur retour sur le camp. Les aventuriers pêchent deux poissons pour le repas du soir.

#### Jour 18: le parcours du combattant pour l'immunité
Au matin du 18e jour, Ahmad parle avec Claude et Moussa. Il entend ainsi faire pencher la balance en sa faveur en évitant son élimination au prochain conseil. Pour le repas, les aventuriers mangent leur dernière portion de riz. Leur stock étant épuisé. L'épreuve d'immunité est alors annoncée.
Charlotte fait son retour après une nuit passée en observation à infirmerie. Elle est apte à participer à cette épreuve d'immunité, qui n'est autre que l'incontournable parcours du combattant. Les hommes et les femmes s'affrontent séparément sur un parcours de huit obstacles. Les deux meilleurs s'affrontant lors d'un duel final tout autre. Ce sont les femmes qui s'élancent en premier. Finalement, le classement est le suivant (de la première à la dernière) : Jessica, Alexandra, Inès, Charlotte et Naoil. Cette dernière est d'ailleurs très déçue de cette contre performance. C'est ensuite au tour des hommes de réaliser ce parcours. Le classement final n'est pas dévoilé, mais Teheiura arrive deuxième, juste derrière Claude, qui l'emporte. Les deux vainqueurs sont donc réunis et Denis annonce que ce duel final prend la forme d'une dégustation. Les finalistes ont un œil de barracuda, un ver de cocotier, et un coquillage gluant chacun à manger. Le premier ayant fini ses trois mets l'emporte. Et c'est finalement Claude qui repart avec le totem d'immunité. Ahmad passe par la tente médicale avant de retourner sur le camp.
À l'approche du conseil, les discussions sur l'élimination fusent. Une alliance entre Sam, Claude et Teheiura se forme.
Au conseil, une voix est dirigée contre Sam et trois contre Éric. Avec neuf voix contre lui, c'est finalement Ahmad qui est éliminé. Avant de partir, il décide de donner son vote noir à Teheiura. Il indique vouloir se racheter par rapport à la stratégie menée lors du troisième épisode,,.

### 8eépisode
Cet épisode est diffusé le 17 avril 2020. Comme le cinquième épisode, il est découpé en deux parties d'1 h 30 chacune. Bien qu'issues d'un seul et même épisode, ces deux parties forment deux épisodes distincts. Toujours dans un contexte de grave crise sanitaire et de confinement, Denis Brogniart indique que l'objectif est de repousser au maximum la diffusion de la finale, afin que l'ultime dépouillement puisse être fait dans les conditions habituelles, c'est-à-dire en public et en présence de tous les aventuriers de la saison,.

#### Jour 19: les stratégies éclatent, de l'émotion et des larmes
Au matin du dix-neuvième jour, Teheiura est inquiet. Il craint que Moussa soit contre lui après son geste lors de l'épreuve de confort deux jours avant. Il cherche donc à constituer une alliance avec les ex-rouges.

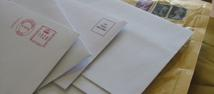
Claude et Alexandra sont chargés de récupérer les courriers des proches.

Au même moment, une bouteille contenant un message arrive sur la plage. Elle indique que deux candidats doivent partir pour un trek sur l'île. Claude et Alexandra se proposent rapidement. Ils arrivent sur le lieu de leur mission, qui leur permet de récupérer les traditionnels courriers des proches. Pour ce faire, ils disposent de onze pièces de bois — représentant chacune un courrier — qu'ils doivent assembler et faire tenir par pression opposée à l'horizontale. Le but est ainsi d'en aligner le maximum, car chaque pièce de bois qui tient, leur permet de prendre un courrier. Ils disposent de trois essais. Ils peuvent s'arrêter quand ils veulent, mais seul le dernier essai effectué compte. Lors du premier essai, ils parviennent à en faire tenir sept. Idem pour le deuxième essai. Cependant, pour le troisième essai, qu'ils ont choisi d'effectuer, ils n'alignent que six pièces de bois. Ils sont donc contraints de laisser cinq courriers. Après réflexion, ils décident de ramener les courriers de Naoil, Régis, Jessica, Charlotte, Alexandra et Moussa et laissent ceux de Teheiura, Inès, Sam, Éric et Claude.
Pendant ce temps sur le camp, Teheiura parle de sa volonté de constituer une nouvelle alliance à Charlotte. Cependant, cette dernière n’apprécie pas du tout cette stratégie, et elle en parle aux autres. Moussa demande alors des explications à Teheiura, et il se sent trahi par Sam et Teheiura. Au même moment, Régis se plaint du ventre. Il est ausculté par l'équipe médicale, qui décide de l'évacuer en hélicoptère. C'est alors que Claude et Alexandra reviennent et distribuent les courriers. Ils annoncent à Teheiura, Inès, Sam, et Éric qu'ils n'ont pas pris leur courrier. Tous le comprennent, sauf Inès qui est déçue. Ensuite, les aventuriers ayant eu un courrier le lisent.
Après cela, Moussa profite du retour de Claude pour s'expliquer avec lui et Teheiura. Il se dit déçu. Claude s'amuse de la situation, car la tentative de constitution d'une nouvelle alliance par Teheiura à complètement échoué.

#### Jour 20: du chocolat pour l'épreuve de confort, une issue incertaine
Peu de temps après le réveil, le jeu de confort est annoncé. Régis, revient parmi les aventuriers après une nuit passée en observation à l'infirmerie. Il participe à ce jeu de confort, dont Denis Brogniart annonce la récompense : des cookies aux pépites de chocolat, une tablette de chocolat et une grande mousse au chocolat. Il indique par ailleurs que le candidat qui termine en dernier écope d'une voix de pénalité au prochain conseil. Le principe de l'épreuve est le suivant : les candidats doivent récupérer trois bouts de bois et les assembler à l'aide de deux cordes pour constituer une perche. Avec cette dernière, ils doivent récupérer quatre anneaux accrochés à un poteau. L'épreuve commence et Teheiura l'emporte. Le classement est ensuite le suivant (du deuxième au dernier) : Claude, Jessica, Sam, Éric, Régis, Inès, Naoil, Moussa, Alexandra et Charlotte. Par conséquent, cette dernière est contrainte de marquer son nom sur un bulletin, que Denis glisse dans l'urne au prochain conseil. Il indique ensuite à Teheiura, qu'il doit choisir quelqu'un avec qui partager sa récompense. Cependant, ce dernier indique vouloir faire une contre proposition, juste avant que l'épisode ne se termine,.

### 9eépisode
Cet épisode est diffusé le 24 avril 2020. C'est la suite de l'épisode 8.

#### Jour 20 (suite): une proposition de Teheiura qui fait l'unanimité
Cet épisode s'ouvre sur la fin de l'épreuve du confort, juste après que Teheiura ait indiqué avoir une contre proposition pour Denis. Il lui propose de ne pas profiter de sa récompense, mais de la laisser à tout le reste de la tribu. Denis accepte. Les aventuriers sont touchés par ce geste.
Teheiura revient donc seul sur le camp. Pendant ce temps là, les autres aventuriers profitent de cet apport en chocolat, sauf Sam, qui est déçu que Teheiura ait choisi de ne pas profiter de son confort, alors que c'est lui qui a remporté l'épreuve. Peu de temps après, tous reviennent sur le camp et rapportent quelques carrés de chocolat à Teheiura. Ils découvrent qu'en leur absence, il a trouvé du manioc. Moussa retrouve Teheiura sur la plage et, après son geste, il lui annonce repartir à zéro et sur de bonnes bases (après qu'il s'est dit déçu, la veille, de la tentative de stratégie initiée par ce dernier). Régis, qui était parti en observation à l'infirmerie la veille, juste avant l'arrivée des courriers, peut lire le sien. Les aventuriers se couchent.

#### Jour 21: une épreuve d'immunité classique avec une course inédite
Au matin de ce 21e jour, l'épreuve d'immunité est rapidement annoncée. Il s'agit de la classique épreuve de l'étoile. Les candidats doivent rester le plus longtemps possible entre deux planches au-dessus de l'eau, en position de l'étoile (bras et jambes écartés). L'épreuve débute, et très vite, Denis Brogniart annonce avoir une alternative pour ceux qui ne souhaiteraient pas avoir à tenir entre les planches : à son top départ, les candidats qui le souhaitent doivent courir dans l'eau, passer sous des rondins et toucher un poteau en bois qui leur est associé. Le premier à y parvenir remporte un collier d'immunité, valable uniquement pour le conseil du soir même. À son top, Claude, Moussa, Charlotte et Jessica s'élancent, et c'est cette dernière qui l'emporte. L'épreuve continue pour les sept aventuriers restés en place. Régis tombe au bout de 11 min, suivi par Éric après 18 min. Au bout de 30 min d'épreuve, Denis annonce aux candidats qu'ils doivent désormais se reposer sur des taquets de 5 mm d'épaisseur et Alexandra tombe à ce moment-là. Teheiura chute quelque temps après. 45 min après le début de l'épreuve, c'est Inès qui tombe. Le duel final commence alors entre Sam et Naoil. Après 1 h, Denis vient annoncer que les candidats doivent relâcher un bras. 4 min plus tard, Sam tombe laissant ainsi la victoire à Naoil. Denis réunit les candidats, qui félicitent Naoil pour la première victoire féminine de la saison sur une épreuve d'immunité. Il lui remet le totem d'immunité et remet par la suite le collier d'immunité à Jessica, remporté lors de la course intra-épreuve.
De retour sur le camp, Naoil est heureuse d'avoir gagné, et Sam est déçu. Il pense d'ailleurs que la joie des filles lors de la victoire de Naoil est due au fait qu'il ait perdu et donc, qu'il peut être éliminé lors du conseil le soir même. Il se lance donc à la recherche du collier d'immunité. Pendant ce temps-là, les discussions sont nombreuses concernant le choix à faire. Teheiura s'est aussi lancé dans la recherche du collier, qu'il trouve dans un bananier. De son côté, Sam fait mine de l'avoir trouvé, pour que les aventuriers ne votent pas pour lui.
Cependant, lors du conseil, cette stratégie n'est pas payante. Puisque bien qu'il y ait trois voix contre Éric et quatre contre Charlotte, six sont dirigées contre Sam. Il est donc éliminé et devient le 3e membre du jury final. Avant de partir, il donne son vote noir à Teheiura,,. Cette issue est considérée comme injuste par de nombreux twittos. Certains déclarent notamment : « le mec le plus fort de Koh-Lanta, s'est fait éliminer par des gens qui bronzent toute la journée »,.

### 10eépisode
Cet épisode est diffusé le 1er mai 2020.

#### Jour 22: réunis en binômes, les candidats auxdestins liés

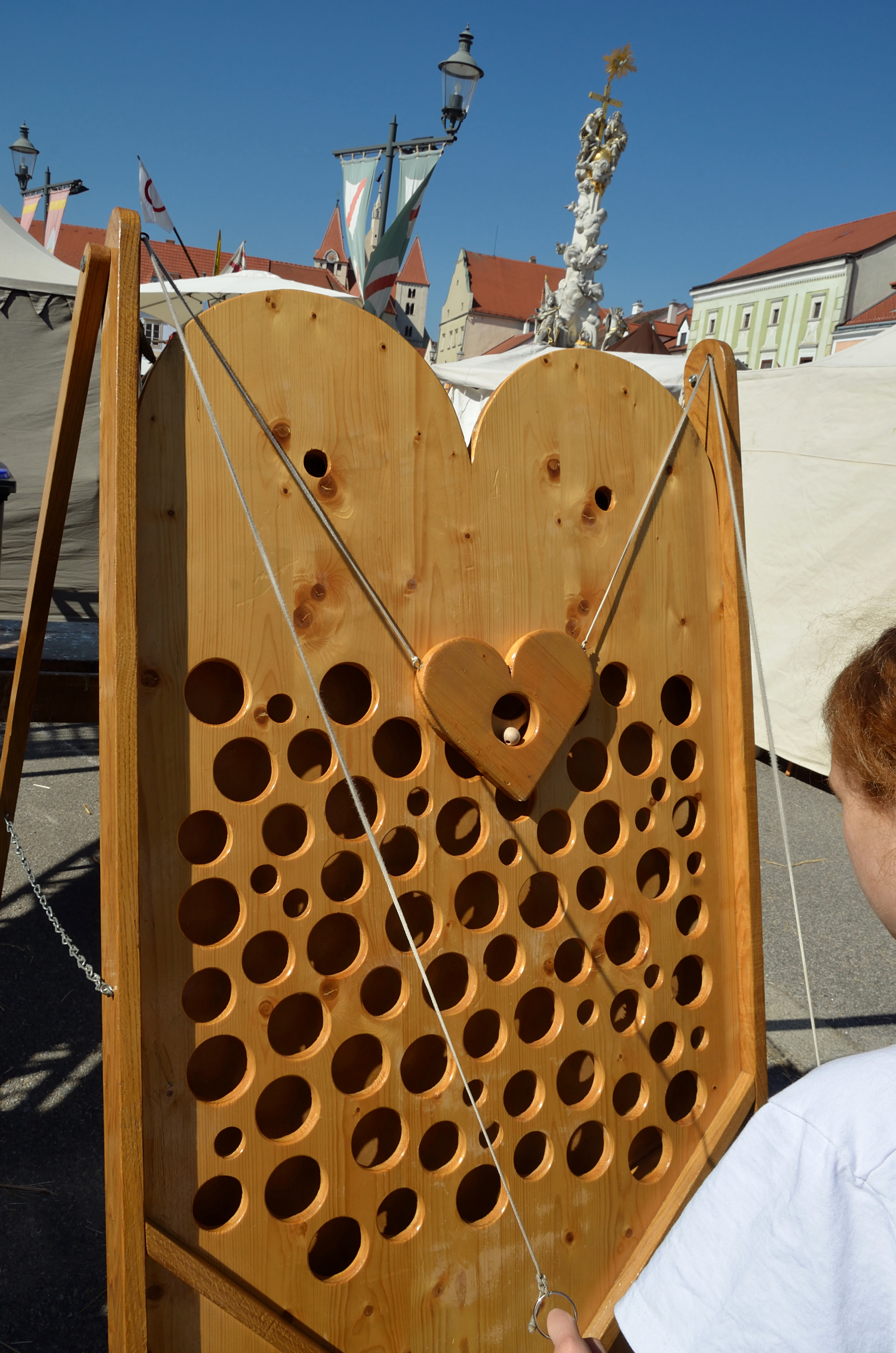
Le jeu du remonte-balle : une partie de cette épreuve de confort.

Cet épisode s'ouvre par l'arrivée de Sam à la résidence du jury final, où il est attendu par Ahmad et Pholien. C'est la première fois de la saison que le jury final apparaît à l'antenne.
Le jeu de confort est rapidement annoncé. Denis Brogniart explique aux candidats qu'ils vont être réunis en binômes paritaires, avec leurs destins liés. S'ils gagnent, c'est à deux et s'ils perdent, c'est à deux aussi. Un tirage au sort est effectué, et les binômes formés sont : Éric et Alexandra ; Régis et Jessica ; Claude et Naoil ; Teheiura et Charlotte ; Moussa et Inès. Denis explique le principe de l'épreuve : il faut être le premier à positionner trois boules en haut d'une planche quasi verticale trouée (jeu du remonte-balle). Pour la faire progresser, chacun doit tirer une corde, jusqu'à atteindre l'arrivée. Cependant, un aventurier par binôme a les yeux bandés tout au long de l'épreuve et les candidats doivent d'abord récupérer leur trois boules, en passant par un parcours de quatre obstacles (deux à l'aller, deux au retour). Éric décide de guider Alexandra, qui a les yeux bandés ; Inès guide Moussa ; Teheiura guide Charlotte ; Régis guide Jessica ; Naoil guide Claude. L'épreuve commence. Les binômes arrivent devant leur structure avec les trois boules dans l'ordre suivant (du premier au dernier) : binôme de Charlotte, de Claude, de Moussa, de Jessica et d'Alexandra. Finalement, ce sont Charlotte et Teheiura qui l'emportent haut la main, car aucun des autres binômes n'avait mis seulement une boule. Ils gagnent une nuit dans une maison avec repas et un indice pour le collier d'immunité individuel caché sur le camp réunifié. À la fin de l'épreuve, Naoil est évacuée par l'équipe médicale.
De retour sur le camp, les aventuriers cherchent le collier d'immunité, tandis que Teheiura et Charlotte découvrent leur maison, mangent et lisent leur indice.

#### Jour 23: un classique pour l'épreuve d'immunité, lachasse au collierest ouverte
Charlotte et Teheiura se réveillent et déjeunent, tandis que Naoil revient sur le camp réunifié. L'épreuve d'immunité est annoncée.
Tous se rendent sur le lieu de l'épreuve et Charlotte et Teheiura les y retrouve. Ils ramènent un sac de riz, ce qui ravit les autres aventuriers. Denis explique alors le principe de la classique épreuve des tables à bascule : disposer et faire tenir huit pièces de bois sur une table instable, reliée à une corde. Les candidats doivent poser les pièces à tour de rôle, et le binôme terminant dernier est pénalisé d'une voix au prochain conseil. L'épreuve commence et finalement, le classement est le suivant (des premiers aux derniers) : Claude et Naoil, Teheiura et Charlotte, Régis et Jessica, Moussa et Inès, et Alexandra et Éric. Ces deux derniers écrivent leur prénom sur un bulletin.
De retour sur le camp, Alexandra n'est pas sereine. Les aventuriers veulent connaître l'indice gagné par Teheiura et Charlotte, mais ils refusent de le donner. Ils demandent seulement l'explication du mot « humus », qu'ils n'avaient pas compris. Après cela, ils partent à sa recherche et finalement, tous les aventuriers se retrouvent au même endroit à cherche le collier. Finalement, Charlotte le trouve et l'annonce à Teheiura.

#### Jour 24: les stratégies fusent, situation ubuesque et inédite au conseil
En ce 24e jour, les discussions sont nombreuses, pour savoir qui éliminer le soir même. Tous se parlent et les stratégies fusent. Charlotte se demande si elle doit jouer, ou non, son collier. Teheiura essaie de l'en convaincre.
Au conseil, un premier vote se conclut par une égalité entre Charlotte et Éric, avec 6 voix chacun, et 1 voix pour Alexandra. Un second tour est alors organisé, où les votes pénalité contre Alexandra et Éric ne comptent plus, où le vote noir contre Éric ne compte plus, et où les aventuriers n'ont le choix qu'entre Éric et Charlotte. Finalement, c'est Charlotte qui est éliminée, par 6 voix contre 4 pour Éric. Les destins des binômes constitués étant liés, elle entraîne Teheiura dans sa chute. Tous deux intègrent le jury final.
Avant de partir, Charlotte apprend au reste de la tribu qu'elle avait un collier d'immunité, qu'elle a choisi de ne pas jouer. Tous sont consternés. Teheiura prend la parole et indique qu'il disposait lui aussi d'un collier d'immunité. Cette situation est inédite, et c'est la première fois qu'un binôme quitte l'aventure avec deux colliers en leur possession. Denis demande alors s'ils souhaitent concéder leur collier. Charlotte refuse et décide de partir avec. Teheiura choisit de le donner à Claude. Enfin, Charlotte décide de confier son vote noir à Jessica,,.

### 11eépisode
Cet épisode est diffusé le 8 mai 2020.

#### Jour 24 (suite): explications au conseil
Après l'élimination de Teheiura et Charlotte, les aventuriers comprennent que Régis, qui avait dit à Jessica qu'il voterait pour Éric, a finalement changé son vote, en votant pour Charlotte. Les accusations fusent. Régis se justifie, en disant que Jessica lui aurait parlé d'un « listing », dans lequel étaient listés les ex-jaunes à éliminer en suivant. Jessica, hors d'elle, se lève, et nie totalement ces accusations,.

#### Jour 25: deux quatuors s'affrontent pour l'épreuve de confort
Le lendemain, Pholien, Ahmad et Sam, membres du jury final, sont très surpris de voir arriver Teheiura et Charlotte, d'autant plus lorsqu'ils apprennent qu'ils disposaient de deux colliers d'immunité.
Sur le camp, les tensions de la veille ne sont pas redescendues. Jessica accuse Régis d'avoir menti. Alexandra est reconnaissante envers les ex-jaunes, qui ont permis d'éviter son élimination.

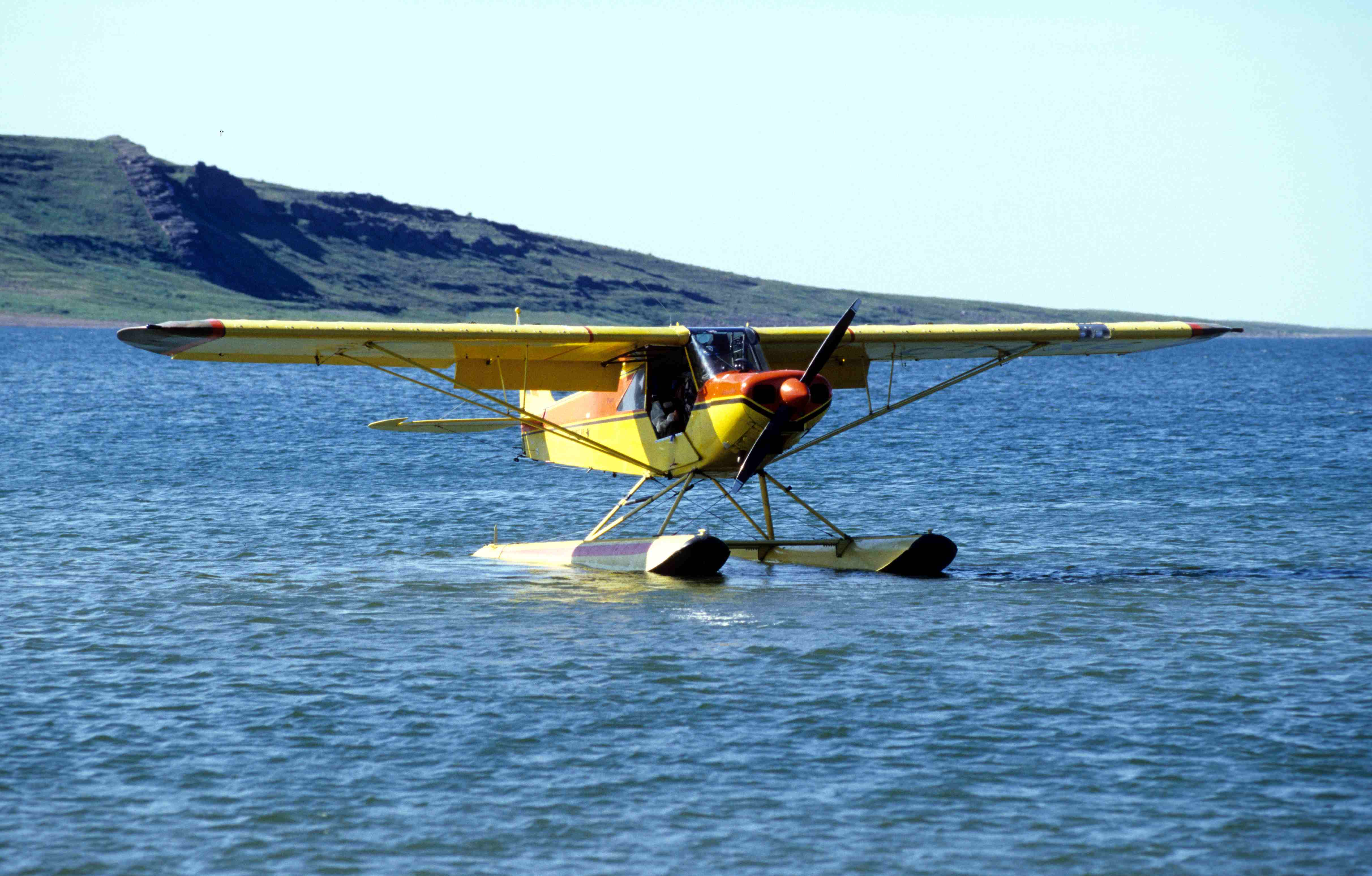
C'est à bord d'un hydravion à flotteurs, que les vainqueurs du jeu de confort se rendent sur le lieu de leur récompense.

L'épreuve de confort est annoncée. Denis Brogniart explique que, le temps de l'épreuve, deux équipes vont s'affronter. Naoil et Inès en sont les deux capitaines (après tirage au sort). La composition des équipes commence alors, et Naoil choisit Claude, Régis et Jessica ; tandis qu'Inès prend Moussa, Éric et Alexandra,. Le principe est le suivant : les équipes doivent rejoindre des labyrinthes flottants, où, avec le poids de leur corps et leur différente position, ils doivent réussir à placer une boule au centre de ce labyrinthe. Cette opération doit être réalisée par trois fois. L'épreuve commence, et c'est finalement l'équipe de Naoil qui termine en premier, en mettant les trois boules au centre, tandis que l'équipe d'Inès n'en met qu'une. Ils gagnent une visite dans une ferme perlière, à 1 h 30 de là. Pour s'y rendre, ils prennent un hydravion.
Les vainqueurs arrivent sur place et plongent récupérer des huîtres renfermant des perles. Ils peuvent en garder une chacun en souvenir. Pendant ce temps-là, sur le camp blanc, les autres aventuriers sont dépités. L'équipe de Naoil continue de profiter du confort, avec un grand repas préparé par leur hôte et une nuit sur de vrais lits.

#### Jour 26: les alliances sont remises en cause
Au matin du 26e jour, Claude et Jessica profitent de la situation pour parler à Régis en tentant de créer une alliance avec lui. Ils veulent éliminer Alexandra. Régis accepte. Pendant ce temps sur le camp, Éric trouve des poissons en relevant les filets de pêche, et ce pour le plus grand plaisir de ses coéquipiers,.
Les gagnants du confort rentrent sur le camp et la journée se termine, non sans quelques tensions, notamment avec Moussa et Claude ou même Jessica.
Durant la nuit cependant, Jessica surprend Régis et Moussa en train de se parler. Ils concluent en se serrant la main,.

#### Jour 27: duel dehérospour l'immunité, un conseil incertain
Jessica est déçue de voir qu'elle ne peut pas faire confiance à Régis. Cependant, il nie vouloir voter contre elle. Les ex-jaunes se réunissent, et Régis leur assure qu'il ne votera pas contre Jessica,.
L'épreuve d'immunité est annoncée. C'est un parcours d'obstacles en six manches. À chaque manche, un ou deux aventuriers sont éliminés et ainsi de suite, jusqu'à qu'il n'en reste que deux. Pour la première manche, qui consiste à traverser une échelle immergée, se qualifient (du premier au dernier) : Claude, Jessica, Alexandra, Moussa, Naoil et Inès. Régis et Éric sont par conséquent éliminés,. Pour la deuxième manche, qui consiste à traverser une poutre métallique, se qualifient : Claude, Moussa, Alexandra, Naoil et Jessica. Inès est donc éliminée,. Pour la troisième, il faut marcher en équilibre sur deux cordes, et Claude, Jessica, Naoil et Moussa y parviennent avant Alexandra, qui est donc éliminée,. Pour la quatrième, il faut traverser sur des rondins de bois. Arrivent, dans l'ordre, Claude, Jessica et Moussa. Naoil étant alors éliminée,. Pour la cinquième manche, il faut marcher sur une poutre de cordes, et Claude et Moussa sont plus rapides que Jessica, qui est alors éliminée,. Le duel final oppose donc Claude à Moussa. Pour ce dernier, les règles changent quelque peu, puisqu'il faut venir à bout du parcours dans son intégralité pour l'emporter. Finalement, Claude remporte l'épreuve, en ayant traversé le parcours en très peu de temps,,.
De retour sur le camp, Régis ne sait pas quel côté choisir. Il se demande s'il doit voter contre Jessica et suivre l'alliance des ex-jaunes, ou alors la sauver en votant contre Alexandra. Chaque partie tente de le convaincre.
Au conseil, c'est finalement Jessica qui est éliminée, par 6 voix contre 3 pour Alexandra. Régis et Éric ont choisi de voter contre elle. Jessica part en disant que Régis l'a trahie encore une fois,,. Avant de partir, Jessica donne son vote noir à Claude.
Cependant, dans une interview accordée à Télé-Loisirs, Régis assure que ce vote ne constitue pas une trahison, puisque : « Quelques heures avant le conseil, on a eu une dispute avec Jessica car le feu n'a pas passé la nuit car je me suis endormi et j'étais en charge de le surveiller. Elle m'a alors accusé de l'avoir fait exprès et d'avoir éteint de moi-même le feu. Cette accusation à tort m'a fait comprendre que je ne pouvais pas lui donner ma confiance. Je lui ai alors dit que j'allais voter contre elle, elle le savait avant d'aller au conseil. ». Ce passage aurait été coupé au montage.

### 12eépisode
Cet épisode est diffusé le 15 mai 2020. Comme les cinquième et huitième épisodes, il est découpé en deux parties d'1 h 10 chacune. Bien qu'issues d'un seul et même épisode, ces deux parties forment deux épisodes distincts. Toujours dans un objectif de repousser la finale en direct.

#### Jour 28: un palace pour l'épreuve de confort
L'épisode s'ouvre sur le jury final. Jessica arrive et déclare aux autres éliminés que Régis est le cerveau des jaunes.
Rapidement l'épreuve de confort est annoncée. C'est le parcours en 5 étapes avec les sacs. Les femmes ont chacune un sac de 4 kg tandis que les hommes ont un sac de 7 kg. Le dernier à chaque étape donne son ou ses sacs à l'aventurier de son choix. Denis annonce que la récompense de cette dernière épreuve de confort est la suivante : celui ou celle qui gagne pourra profiter d'une nuit dans un palace avec la possibilité d'appeler par vidéo ses proches. Tous les candidats fondent en larmes. Lors de la première étape, Régis arrive dernier et donne ses 7 kg à Claude. Éric arrive dernier de la deuxième étape et donne ses 7 kg à Moussa. Il a donc 14 kg comme Claude, les 3 filles ont toujours 4 kg. Moussa arrive dernier de la troisième étape. Claude se propose pour prendre les 14 kg de Moussa. Ce dernier est rassuré car il ne savait pas à qui les donner. Claude a donc 28 kg. Il arrive donc logiquement dernier de la quatrième étape. Naoil, Inès et Alexandra sont qualifiées pour la finale. Claude décide de se baser sur ce qu'il a entendu au dernier conseil pour donner ses 28 kg. Inès étant arrivée dernière, il décide de les lui donner. Une dispute éclate entre Claude et Inès. Finalement, Inès dit à Claude que son vote pour le prochain conseil sera plus réfléchi. Claude demande à Denis s'il peut donner un sac à Naoil et un à Alexandra. Denis accepte. Pour la finale, Inès a 18 kg à porter, Naoil et Alexandra 11 kg. Après une course très serrée entre Alexandra et Naoil, c'est Naoil qui remporte l'épreuve de confort. Inès est toujours très en colère contre Claude et déclare vouloir « l'encastrer ». Naoil peut choisir, ou non, de partager sa récompense. Elle choisit de la partager avec Inès.
Naoil et Inès arrivent dans leur magnifique palace. Elles se douchent, s'épilent et mangent des fruits.
Pendant ce temps, sur le camp réunifié, l'ambiance n'est pas la même. Alexandra est déçue car elle pensait que Naoil allait la choisir pour partager son confort. Claude est agacée que Inès lui ait mal parlé. Moussa qui est proche de Claude et d'Inès veut faire le médiateur entre les deux pour que la dispute n'aille pas plus loin. Claude veut pourtant bien voter contre Inès au prochain conseil. Il envisage même de donner son collier à Éric, qu'il trouve méritant, s'il gagne la dernière immunité. Claude rassure aussi Alexandra en lui disant qu'il ne voterait pas contre elle au prochain conseil.
Pendant ce temps, Inès et Naoil mangent un vrai repas (crevettes, viande, pâtes, glace) puis vont appeler par vidéo leurs proches. Inès appelle son oncle et sa tante, tandis que Naoil appelle son futur mari. Elles vont ensuite se coucher dans des vrais lits,.

#### Jour 29: ultime épreuve d'immunité avant la finale
Inès et Naoil se réveillent en pleine forme et veulent gagner la prochaine immunité. Elles profitent d'un petit-déjeuner. Sur le camp, Éric pêche un poisson et les 5 aventuriers vont manger avant l'épreuve d'immunité qu'ils veulent tous remporter pour accéder à la finale. Naoil et Inès les rejoignent sur le site de l'épreuve. Bien revigorés, Inès présente ses excuses à Claude pour ses mots lors de l'épreuve de confort : "j'ai envie d'encastrer Claude". Claude accepte les excuses d'Inès car il dit qu'il aurait peut-être réagi pareil, en étant plus jeune. Denis Brogniart annonce que le candidat terminant dernier lors de l'épreuve d'immunité est directement éliminé, juste avant que l'épisode ne se termine,.

### 13eépisode
Cet épisode est diffusé le 22 mai 2020. C'est la suite de l'épisode 12.

#### Jour 29 (suite): une épreuve d'immunité éliminatoire
Après l'annonce de l'élimination du perdant de l'épreuve d'immunité, la tension est palpable et l'enjeu énorme. C'est l'épreuve des dominos. Chacun dispose de 30 dominos qu'il doit aligner sur une poutre de façon que le dernier domino tombe dans un panier. Claude remporte l'épreuve, il est donc en finale. Régis est le second à terminer, suivi de Moussa, troisième. Suit Inès, qui finit quatrième. Quelques minutes plus tard, Alexandra termine aussi. Il reste Naoil et Éric, ils perdent leurs nerfs. Finalement Naoil, arrive à faire tomber le dernier domino et Éric termine dernier, il est alors éliminé aux portes de la finale. Éric est dépité tout comme Claude qui avait prévu de lui donner son collier. Selon lui, Éric n'a pas été assez calme.
De retour sur le camp, Claude savoure sa seizième victoire individuelle. Il ne peut pas être plus tranquille : totem, collier et double vote. Même s'il laisse planer le doute sur le fait qu'il puisse donner son collier, il affirme face aux caméras qu'il ne le donnera pas pour laisser les jaunes voter entre eux,,.

#### Jour 30: ultime conseil de l'aventure
Au réveil, les aventuriers découvrent, une balance et un miroir. À tour de rôle, ils se regardent alors dans le miroir et se pèsent. Leur perte de poids est spectaculaire notamment celle de Régis et Moussa.
Rapidement les stratégies et discussions concernant le conseil reprennent. Inès et Moussa veulent voter contre Alexandra car ils estiment qu'elle peut être très forte sur les poteaux et en font part à Régis pour qu'il les suive. Lui aussi est en danger car Naoil et Alexandra veulent voter contre lui car c'est avec lui qu'ils ont le moins d'affinités. Quant à Claude, bien qu'il ait dit à Régis qu'il ne voterait pas contre lui, il hésite jusqu'au conseil entre Alexandra car trop forte pour les poteaux, ou Régis pour venger Teheiura et Jessica.
Lors du conseil, Claude ne donne pas son collier. Les votes sont partagés entre Alexandra et Régis. Finalement c'est le double vote de Claude qui fait pencher la balance et Régis est éliminé. Régis ne comprend pas car il pensait que Claude ne voterait pas contre lui, mais ce dernier a voulu ainsi lui montrer ce qu'il a fait à Teheiura et Jessica. Les cinq finalistes sont donc : Claude, Alexandra, Naoil, Inès et Moussa,,.

### 14eépisode(finale)
Cet épisode est diffusé le 29 mai 2020. Comme les épisodes précédents, la finale est découpée en deux parties. Au cours de la première partie, l'épreuve de l'orientation est diffusée. Au cours de la deuxième, celle des poteaux.

#### Jour 31: épreuve d'orientation
L'épisode s'ouvre sur l'arrivée de Régis au jury final. Il explique que Claude a entraîné son élimination en voulant venger Jessica. Jessica est très heureuse et surprise.
Sur le camp, les aventuriers pensent tous à l'orientation. Rapidement, la bouteille annonçant l'épreuve d'orientation arrive. Les aventuriers se rendent en bateau à moteur sur l'île de l'orientation.
Cette année, une nouvelle règle concernant l'épreuve d'orientation a été mise en place. En effet, si auparavant les informations concernant le nombre de pas et la direction que l'aventurier devait prendre, en fonction de la couleur trouvée sur la balise, étaient accessibles dès le début de l'épreuve — laissant la possibilité à certains d'apprendre les correspondances par cœur et ainsi gagner du temps — désormais, elles sont masquées. Denis Brogniart ne révélera les informations aux candidats que durant quelques secondes, suivant la couleur découverte, les obligeant ainsi à retourner à la table d'orientation.
Les balises et les poignards sont dissimulés autour de trois éléments remarquables : la roche azur, la voûte végétale et la souche étoilée. Claude part chercher la souche étoilée, plus éloignée, tandis que Moussa, Inès, Naoil et Alexandra vont tous les quatre dans le secteur de la voûte végétale, Alexandra cherchant à l'origine la roche azur.
Inès trouve la première son repère, et commence à chercher la balise autour de la voûte végétale. Moussa se rendant compte qu'ils sont quatre dans la zone de la voûte végétale change de repère et part chercher la roche azur, comme Alexandra. Claude trouve la souche étoilée mais rencontre Moussa et Alexandra à qui il explique qu'ils ne sont pas dans la bonne zone. Une fois ceux-ci partis, Claude continue de chercher la balise et la trouve. Il retourne le premier à la table d'orientation en disant à Moussa et Alexandra qu'il change de zone, puis, de retour leur dit qu'il a trouvé la balise pour qu'ils se concentrent sur la roche azur. Naoil trouve aussi la balise et va consulter la table d'orientation avant de continuer ses recherches. Claude retrouve Moussa et Alexandra qui sont maladroitement revenus dans sa zone. Il s'énerve, ce qui agace notamment Alexandra. Claude trouve finalement son poignard, et aide Alexandra à trouver sa zone. Il revient planter son poignard à la table d'orientation, et il gagne donc le premier l'épreuve en 3h48, ce qui le qualifie pour une troisième fois en trois saisons à l'épreuve des poteaux.
Naoil cherche toujours son poignard. Inès, qui cherche la balise, trouve le poignard sur un coup de chance, ce qui désespère Naoil. Les deux reviennent à la table d'orientation, où Inès plante son poignard et où Denis et Claude remontent le moral à Naoil avant qu'elle reparte pour la roche azur. Inès finit donc deuxième de l'épreuve.
Après 4 heures d'épreuve, Alexandra fait une grosse chute de tension et pour éviter un malaise, le médecin l'évacue de l'épreuve.
Naoil et Moussa continuent de chercher la roche azur. Moussa fini par la trouver, et commence à chercher la balise alors que Naoil, qui cherche toujours le repère, trouve directement la balise, et retourne à la table d'orientation. Avant le retour de Naoil, Moussa trouve aussi la balise, et retourne également à la table. Ceux-ci cherchent alors le poignard. Cependant, Naoil en faisant ses pas vers le sud perd sa boussole ; tandis que Moussa ne trouve plus la balise. Finalement, il finit par la trouver et se dirige vers le nord pour trouver le poignard, alors qu'il fallait aller au sud. Naoil finit par trouver le dernier poignard.
Ce sont donc Alexandra (sur décision médicale) et Moussa qui sont éliminés lors de l'épreuve de l'orientation. Claude, Inès et Naoil disputeront les poteaux. Ces trois aventuriers rentrent épuisés de leur journée. Ils mangent un peu de riz et passent leur dernière soirée sur le camp,,.

#### Jour 32: entretien avec Denis Brogniart
Au matin, Denis rejoint les trois derniers aventuriers sur le campement pour échanger avec eux sur leur aventure, et leurs projections s'ils gagnent Koh-Lanta. L'épisode se conclut avec Claude, Inès et Naoil se rendant à l'épreuve des poteaux,,.

### 15eépisode(finale, suite)
Cet épisode est diffusé le 5 juin 2020. C'est la suite de l'épisode 14.

#### Jour 32 (suite): épreuve des poteaux et conseil final
Inès, Naoil et Claude arrivent sur le lieu de l'épreuve des poteaux. Denis Brogniart rappelle rapidement les règles et explique qu'ils commencent sur un poteau de 23 par 16 cm, avant que les trois aventuriers n'aillent s'installer. Au bout d'une heure, aucun des trois n'est tombé et Denis annonce que la taille des poteaux se réduit, pour passer à un rectangle de 18 par 16 cm. 45 minutes plus tard, l'épreuve se complique encore puisque la taille des poteaux est désormais de 10 par 16 cm. Inès tombe la première au bout de 2 h 8 d'épreuve. Au bout de 2 h 30, alors que Denis allait encore compliquer l'épreuve, Claude chute à son tour. C'est donc Naoil qui remporte cette l'épreuve. Elle choisit d'affronter Inès lors du conseil final. Claude est alors éliminé. Inès et Naoil regagnent le camp et décident de détruire leur cabane. Le soir même, le jury final se réunit. Ils accueillent tout d'abord Moussa, éliminé à l'orientation. Ahmad, qui n'a toujours pas digéré son élimination, décide de s'expliquer avec lui puis Claude après son arrivée. Teheiura, n'explique toujours pas pourquoi il n'a pas sorti son collier. Après un rapide discours d'Inès et Naoil, les membres du jury final votent un à un. L'urne est scellée jusqu'au dépouillement en direct à Paris,,,,.

#### Les aventuriers en direct de La Plaine Saint-Denis pour le dépouillement final
Le dépouillement final s'effectue en direct de La Plaine Saint-Denis, avec Denis Brogniart et tous les aventuriers de la saison, mais sans public. Les aventuriers de cette édition arrivent un à un. Ils se remémorent quelques passage de leur aventure puis Denis Brogniart procède au dépouillement. C'est finalement Naoil qui remporte cette sixième édition spéciale de Koh-Lanta, avec 7 voix de la part du jury final, contre 2 pour Inès. Elle gagne la somme de 100 000 €,,,,.

## Audiences et diffusion
En France, l'émission est diffusée les vendredis, du 21 février 2020, au 5 juin 2020. Un épisode dure environ 2 h 25 (publicités incluses), soit une diffusion de 21 h 5 à 23 h 30.
Cette saison signe le plus faible démarrage de Koh-Lanta, toutes saisons confondues (excepté la première saison qui n'était pas diffusée en première partie de soirée). Cependant, le confinement en France lié à la pandémie de Covid-19 semble profiter à l'émission, dont les audiences ne font que progresser, pour établir des records plus atteints depuis 2013,,.
Sauf le cinquième, qui a été divisé en deux parties de 1 h 15 chacune (publicités incluses), soit une diffusion de 21 h 5 à 22 h 20. Le huitième épisode est lui aussi découpé en deux parties, d'environ 1 h 30 chacune (publicités incluses), soit une diffusion de 21 h 5 à 22 h 35,. Ce mécanisme est encore utilisé pour les épisodes 12 et 14, découpés en deux parties d'environ 1 h 20 chacune (publicités incluses), soit une diffusion de 21 h 5 à 22 h 25.
| Épisode            | Jour et horaire de diffusion             | Nombre de téléspectateurs | Part de marché (sur les 4 ans et plus) | Classement des audiences | Réf.    |            | Nombre de téléspectateurs J+7 | Réf.       |
| ------------------ | ---------------------------------------- | ------------------------- | -------------------------------------- | ------------------------ | ------- | ---------- | ----------------------------- | ---------- |
| 1                  | Vendredi 21 février 2020 (21:05 - 23:30) | 4 642 000                 | 25,4 %                                 | 1er                      | [ 137 ] | 5 710 000  | [ 141 ]                       |            |
| 2                  | Vendredi 28 février 2020 (21:05 - 23:30) | 4 545 000                 | 22,7 %                                 | 1er                      | [ 142 ] | 5 548 000  | [ 143 ]                       |            |
| 3                  | Vendredi 13 mars 2020 (21:05 - 23:30)    | 4 741 000                 | 23,2 %                                 | 1er                      | [ 144 ] | Non connu. | Non connu.                    |            |
| 4                  | Vendredi 20 mars 2020 (21:05 - 23:30)    | 5 745 000                 | 23,8 %                                 | 1er                      | [ 145 ] | 6 500 000  | [ 146 ]                       |            |
| 5                  | Vendredi 27 mars 2020 (21:05 - 22:20)    | 6 483 000                 | 24,1 %                                 | 1er                      | [ 147 ] | 7 000 000  | [ 146 ]                       |            |
| 6                  | Vendredi 3 avril 2020 (21:05 - 22:20)    | 6 559 000                 | 23,4 %                                 | 1er                      | [ 148 ] | Non connu. | Non connu.                    |            |
| 7                  | Vendredi 10 avril 2020 (21:05 - 23:30)   | 6 831 000                 | 27,6 %                                 | 1er                      | [ 149 ] | Non connu. | Non connu.                    |            |
| 8                  | Vendredi 17 avril 2020 (21:05 - 22:25)   | 6 962 000                 | 24,4 %                                 | 1er                      | [ 150 ] | Non connu. | Non connu.                    |            |
| 9                  | Vendredi 24 avril 2020 (21:05 - 22:25)   | 6 493 000                 | 24,4 %                                 | 1er                      | [ 151 ] | Non connu. | Non connu.                    |            |
| 10                 | Vendredi 1er mai 2020 (21:05 - 23:15)    | 7 049 000                 | 27,9 %                                 | 1er                      | [ 152 ] | Non connu. | Non connu.                    |            |
| 11                 | Vendredi 8 mai 2020 (21:05 - 23:15)      | 6 572 000                 | 27,3 %                                 | 1er                      | [ 153 ] | Non connu. | Non connu.                    |            |
| 12                 | Vendredi 15 mai 2020 (21:05 - 22:25)     | 6 487 000                 | 25,7 %                                 | 1er                      | [ 154 ] | Non connu. | Non connu.                    |            |
| 13                 | Vendredi 22 mai 2020 (21:05 - 22:25)     | 6 525 000                 | 26,3 %                                 | 1er                      | [ 155 ] | Non connu. | Non connu.                    |            |
| 14 (finale)        | Vendredi 29 mai 2020 (21:05 - 22:45)     | 6 472 000                 | 27,6 %                                 | 1er                      | [ 156 ] | Non connu. | Non connu.                    |            |
| 15 (finale)        | Vendredi 5 juin 2020 (21:05 - 23:30)     | 6 925 000                 | 31,8 %                                 | 1er                      | [ 157 ] | Non connu. | Non connu.                    |            |
|                    |                                          |                           |                                        |                          |         |            |                               |            |
| Bilan de la saison | Bilan de la saison                       | 6 600 000                 | 26,1 %                                 | –                        | [ 158 ] |            | Non connu.                    | Non connu. |

Légende :
- plus hauts scores d'audiences
- plus bas scores d'audiences

## Critiques post-diffusion

### Envers certains candidats
Certains choix et actions de candidats sont critiqués par les téléspectateurs, notamment via les réseaux sociaux. Sont présentés ci-après, les cas pour lesquels le présentateur (Denis Brogniart) et/ou la production (Alexia Laroche-Joubert pour ALP) ont réagi publiquement.

#### Ahmad
Cette année, Ahmad est la bête noire des réseaux sociaux. En effet, il est souvent critiqué pour ses choix stratégiques, notamment celui d'avoir tout fait pour éliminer Teheiura lors du troisième épisode. Il indique même avoir reçu des menaces de mort et qu'un député l'aurait comparé au coronavirus. Pour essayer de calmer les internautes, Denis Brogniart lui-même cherche à le défendre. Il a encore dû essuyer de nombreuses critiques lors de la diffusion de la première partie du cinquième épisode, quand il a accepté l'élimination de Delphine.

#### Inès, Régis, Alexandra et Charlotte (épisode 9)
Après l'élimination de Sam lors du 9e épisode — qui avait déjà beaucoup fait réagir, — Inès et Régis, deux ex-jaunes, ont révélé avoir reçu des menaces de mort de la part de certains internautes. Il leur est notamment reproché d'avoir voté contre Sam, qui était aussi un ex-jaune. Ainsi, Régis, père de famille, révèle la teneur de certains messages : « J'espère que tes enfants vont mourir », ou encore « Je vais te retrouver et tuer tes filles »,. Inès s'est exprimée via Instagram, où, en pleurs, elle a révélé avoir aussi reçu des menaces de viol : « Me menacer de viol... ça part trop loin. [...] Des gens disent qu'ils vont venir chez moi... »,. Des insultes envers Alexandra et Charlotte ont aussi été proférés.
Denis Brogniart a fermement réagi, via son compte Twitter : « Je m'associe aux aventuriers de Koh-Lanta pour condamner le plus fermement les insultes inqualifiables reçues de manière anonyme par certains d'entre eux sur les réseaux sociaux. On peut vivre cette aventure devant son écran avec passion et respect. ». Puis, il s'est exprimé plus amplement au cours d'un live Instagram, dans lequel il déclare notamment : « Je voudrais vous dire mon dégoût, ma consternation et ma colère devant les messages haineux, scandaleux, reçus par certains aventuriers. [...] Dans quel monde vit-on ? Comment peut-on menacer de mort, insulter, promettre le pire à des aventuriers de Koh-Lanta ? ». Ajoutant que « ces messages sont l’oeuvre d'une infime minorité d'aigris, de jaloux, des gens qui méritent a minima le mépris [...] se cachant derrière un pseudonyme bidon. »,.
Sam, qui n'a pas de réseau social, a aussi réagi via une vidéo, publiée sur le compte Twitter d'ALP, déclarant : « On m’a fait part de toute la violence, tous les messages très violents et la haine qui a été déversée à l'encontre mes camarades d’aventure. [...] J’ai toujours voulu la justice et aujourd’hui, la justice est d’accepter la décision de mes camarades d’aventure, tout comme je l’ai fait. Ils ont une famille, pour certains des enfants alors laissez-les vivre leur aventure en toute tranquillité. »,.
Dans un communiqué publié le 27 avril 2020 sur son compte Twitter, la société de production Adventure Line Productions annonce qu'elle va saisir le procureur de la République de Paris pour les « propos et menaces dont ont été victimes plusieurs concurrents de la dernière édition de Koh-Lanta ». Rappelant que : « Ces faits sont passibles de trois ans d'emprisonnement et 45 000 euros d'amende. Une enquête devrait être ouverte pour identifier les auteurs et engager des poursuites. ». Elle ajoute que : « Koh-Lanta est un programme familial et il est intolérable que ses concurrents aient à faire face à un tel déferlement de haine. ALP sera vigilant au respect de chacun et engagera des actions judiciaires à chaque fois que cela sera nécessaire. ». Si par le passé, la société de production avait déjà aidé les candidats dans leurs démarches judiciaires, c'est la première fois qu'elle engage une action en son nom. Julien Magne, producteur exécutif, ajoute que : « Ça a dépassé les bornes. Ça n’a pas sa place dans un programme familial et autour d’un jeu. On peut ne pas être d’accord avec des choix, mais de là à menacer et insulter, c’est inacceptable. Avec les avocats d’ALP, on est en train d’entamer les démarches en vue d’une plainte pénale. On les condamne avec la plus grande fermeté et on les poursuivra. Il est hors de question de laisser passer ce genre de choses. ».
Dans un entretien avec Télé-Loisirs, publié le 7 mai 2020, Régis en dit plus sur la teneur des messages reçus : « je reçois des menaces incitant à égorger et violer mes enfants, des appels à passage à tabac de mon fils de 12 ans en précisant le lieu de son collège, je ne l'accepterai jamais. [...] Pour vous donner un exemple, mon nom de famille a été divulgué sur internet donc des internautes ont été insulter mes frères et ma femme. J'ai même vu que mon adresse avait été publiée. On marche sur la tête et je ne vais pas me laisser faire. ». En ce sens, il annonce avoir saisi la justice, au même titre qu'ALP : « J'ai aussi porté plainte de mon côté car c'est intolérable. ».
Le 9 mai 2020, c'est l'enseigne GO Sport qui réagit via son compte Twitter. En effet, le portrait de Régis est rediffusé lors de l'épisode du 8 mai 2020, et dans ce dernier, il est présenté comme directeur d'un magasin de sport. Si les internautes ont rapidement pensé à Décathlon — faisant de l'enseigne le sujet le plus discuté sur Twitter lors de la soirée — c'est bel et bien un magasin Go Sport qui est présenté. Si bien que des twittos ont rapidement appelé au boycott des magasins, et que des avis négatifs ont fusé concernant celui de Thiais (Belle Épine), où était censé travailler Régis : « Magasin à éviter vu la direction », « le gérant n’a aucun honneur ni dignité ». Face à ces messages, Go Sport indique que « Régis ne fait plus partie de nos équipes depuis plusieurs mois. », rappelant que « les menaces à l'encontre de notre enseigne, du magasin de Belle Épine, ou encore de Régis lui-même n'ont pas lieu d'être. »,.

### Envers la chaîne et la production
Le contexte sanitaire durant la diffusion, oblige les chaînes à s'adapter. Ainsi, pour faire face à l'annulation du match France-Ukraine du 27 mars 2020, TF1 avait choisi de découper l'épisode du 3 avril 2020 en deux parties. Une première, avec le jeu de confort et la réunification, diffusée le 27 mars 2020, et une deuxième avec l'immunité et le conseil, diffusée le 3 avril 2020. Les téléspectateurs ne s'étaient pas indignés de ce découpage.
Cependant, le 17 avril 2020, ce procédé est réitéré. L'épisode est découpé en deux parties, l'une, diffusée le 17 avril 2020, comprenant le jeu de confort ; l'autre, diffusée le 24 avril 2020, comprenant l'immunité et le conseil. Pour le coup, les téléspectateurs se sont dits déçus. En effet, ils critiquent le fait de ne pas avoir été prévenus — alors même que l'annonce avait été faite —, mais aussi et surtout, le fait qu'il n'y ait eu aucun éliminé à l'issue de l'épisode du 17 avril 2020,.
Lors d'une interview à PureMédias, Denis Brogniart déclare que ces découpages sont faits pour permettre d'« organiser une finale digne de ce nom dans un grand studio à Paris, avec un public et l'intégralité des candidats. Si on devait organiser la finale aujourd'hui, je serais seul face à l'urne et ce n'est absolument pas ce qu'on veut. Je rêve d'une finale en direct avec tout le monde et qu'on puisse voir tous les aventuriers enlacer le gagnant ou la gagnante. Plus on recule la date de la finale, plus grandes sont les chances de pouvoir l'organiser dans des conditions classiques. ». Une raison qui n'a pas l'air suffisante pour bon nombre de téléspectateurs, qui déclarent que : « La finale peut se faire avec Denis en plateau et les candidats sur grand écran en visio ». Ils y voient plutôt une tentative de TF1 pour booster leurs audiences : « Ça ne rime à rien si ce n’est pour TF1 qui sera en tête des audiences deux fois plus longtemps. Faire des demi-épisodes, c’est n’importe quoi. ».